# Llista d'asteroides (298001-299000)
Llista d'asteroides del 298.001 al 299.000, amb data de descoberta i descobridor. És un fragment de la llista d'asteroides completa. Als asteroides se'ls dona un número quan es confirma la seva òrbita, per tant apareixen llistats aproximadament segons la data de descobriment.

## 298001-298100
| Nom    | Designació provisional | Data de descobriment   | Lloc de descobriment | Descobridor/s     |
| ------ | ---------------------- | ---------------------- | -------------------- | ----------------- |
| 298001 | 2002 NQ75              | 4 de març de 2005      | Socorro              | LINEAR            |
| 298002 | 2002 OT4               | 16 de juliol de 2002   | Haleakala            | NEAT              |
| 298003 | 2002 ON14              | 18 de juliol de 2002   | Socorro              | LINEAR            |
| 298004 | 2002 OC15              | 18 de juliol de 2002   | Socorro              | LINEAR            |
| 298005 | 2002 OU27              | 19 de juliol de 2002   | Palomar              | NEAT              |
| 298006 | 2002 OA30              | 30 de juliol de 2002   | Haleakala            | NEAT              |
| 298007 | 2002 OA31              | 29 de juliol de 2002   | Palomar              | NEAT              |
| 298008 | 2002 OH32              | 20 de juliol de 2002   | Palomar              | NEAT              |
| 298009 | 2002 OR35              | 17 de novembre de 2007 | Catalina             | CSS               |
| 298010 | 2002 PG2               | 3 d'agost de 2002      | Palomar              | NEAT              |
| 298011 | 2002 PT2               | 3 d'agost de 2002      | Palomar              | NEAT              |
| 298012 | 2002 PY7               | 3 d'agost de 2002      | Palomar              | NEAT              |
| 298013 | 2002 PJ10              | 5 d'agost de 2002      | Palomar              | NEAT              |
| 298014 | 2002 PL10              | 5 d'agost de 2002      | Palomar              | NEAT              |
| 298015 | 2002 PN24              | 6 d'agost de 2002      | Palomar              | NEAT              |
| 298016 | 2002 PO25              | 6 d'agost de 2002      | Palomar              | NEAT              |
| 298017 | 2002 PB29              | 6 d'agost de 2002      | Palomar              | NEAT              |
| 298018 | 2002 PA31              | 6 d'agost de 2002      | Palomar              | NEAT              |
| 298019 | 2002 PY35              | 6 d'agost de 2002      | Palomar              | NEAT              |
| 298020 | 2002 PH53              | 8 d'agost de 2002      | Palomar              | NEAT              |
| 298021 | 2002 PW53              | 8 d'agost de 2002      | Palomar              | NEAT              |
| 298022 | 2002 PF78              | 11 d'agost de 2002     | Palomar              | NEAT              |
| 298023 | 2002 PH86              | 13 d'agost de 2002     | Socorro              | LINEAR            |
| 298024 | 2002 PF90              | 11 d'agost de 2002     | Socorro              | LINEAR            |
| 298025 | 2002 PR92              | 14 d'agost de 2002     | Palomar              | NEAT              |
| 298026 | 2002 PH102             | 12 d'agost de 2002     | Socorro              | LINEAR            |
| 298027 | 2002 PK105             | 12 d'agost de 2002     | Socorro              | LINEAR            |
| 298028 | 2002 PG119             | 13 d'agost de 2002     | Anderson Mesa        | LONEOS            |
| 298029 | 2002 PX119             | 12 d'agost de 2002     | Socorro              | LINEAR            |
| 298030 | 2002 PM141             | 15 d'agost de 2002     | Socorro              | LINEAR            |
| 298031 | 2002 PP141             | 15 d'agost de 2002     | Socorro              | LINEAR            |
| 298032 | 2002 PG142             | 12 d'agost de 2002     | Anderson Mesa        | LONEOS            |
| 298033 | 2002 PC152             | 10 d'agost de 2002     | Cerro Tololo         | M. W. Buie        |
| 298034 | 2002 PR156             | 8 d'agost de 2002      | Palomar              | S. F. Hoenig      |
| 298035 | 2002 PN161             | 8 d'agost de 2002      | Palomar              | S. F. Hoenig      |
| 298036 | 2002 PO162             | 8 d'agost de 2002      | Palomar              | S. F. Hoenig      |
| 298037 | 2002 PW163             | 8 d'agost de 2002      | Palomar              | S. F. Hoenig      |
| 298038 | 2002 PQ164             | 8 d'agost de 2002      | Palomar              | S. F. Hoenig      |
| 298039 | 2002 PP168             | 8 d'agost de 2002      | Palomar              | NEAT              |
| 298040 | 2002 PO182             | 11 d'agost de 2002     | Palomar              | NEAT              |
| 298041 | 2002 PD191             | 14 d'agost de 2002     | Palomar              | NEAT              |
| 298042 | 2002 PR191             | 15 d'agost de 2002     | Palomar              | NEAT              |
| 298043 | 2002 PV193             | 5 de desembre de 2007  | Catalina             | CSS               |
| 298044 | 2002 PS197             | 7 d'octubre de 2007    | Mount Lemmon         | Mt. Lemmon Survey |
| 298045 | 2002 QU3               | 16 d'agost de 2002     | Palomar              | NEAT              |
| 298046 | 2002 QF7               | 16 d'agost de 2002     | Palomar              | NEAT              |
| 298047 | 2002 QB8               | 19 d'agost de 2002     | Palomar              | NEAT              |
| 298048 | 2002 QL16              | 26 d'agost de 2002     | Palomar              | NEAT              |
| 298049 | 2002 QF35              | 29 d'agost de 2002     | Palomar              | NEAT              |
| 298050 | 2002 QP36              | 28 d'agost de 2002     | Palomar              | NEAT              |
| 298051 | 2002 QD37              | 30 d'agost de 2002     | Kitt Peak            | Spacewatch        |
| 298052 | 2002 QT39              | 30 d'agost de 2002     | Palomar              | NEAT              |
| 298053 | 2002 QW48              | 20 d'agost de 2002     | Palomar              | R. Matson         |
| 298054 | 2002 QH50              | 30 d'agost de 2002     | Palomar              | R. Matson         |
| 298055 | 2002 QM51              | 29 d'agost de 2002     | Palomar              | S. F. Hoenig      |
| 298056 | 2002 QC54              | 29 d'agost de 2002     | Palomar              | S. F. Hoenig      |
| 298057 | 2002 QN61              | 17 d'agost de 2002     | Palomar              | NEAT              |
| 298058 | 2002 QB81              | 19 d'agost de 2002     | Palomar              | NEAT              |
| 298059 | 2002 QO83              | 17 d'agost de 2002     | Palomar              | NEAT              |
| 298060 | 2002 QM84              | 16 d'agost de 2002     | Palomar              | NEAT              |
| 298061 | 2002 QN84              | 16 d'agost de 2002     | Palomar              | NEAT              |
| 298062 | 2002 QX85              | 17 d'agost de 2002     | Palomar              | NEAT              |
| 298063 | 2002 QW86              | 17 d'agost de 2002     | Palomar              | NEAT              |
| 298064 | 2002 QQ87              | 27 d'agost de 2002     | Palomar              | NEAT              |
| 298065 | 2002 QP96              | 18 d'agost de 2002     | Palomar              | NEAT              |
| 298066 | 2002 QR96              | 18 d'agost de 2002     | Palomar              | NEAT              |
| 298067 | 2002 QM98              | 18 d'agost de 2002     | Palomar              | NEAT              |
| 298068 | 2002 QG105             | 27 d'agost de 2002     | Palomar              | NEAT              |
| 298069 | 2002 QJ106             | 19 d'agost de 2002     | Palomar              | NEAT              |
| 298070 | 2002 QC107             | 27 d'agost de 2002     | Palomar              | NEAT              |
| 298071 | 2002 QV110             | 18 d'agost de 2002     | Palomar              | NEAT              |
| 298072 | 2002 QB113             | 27 d'agost de 2002     | Palomar              | NEAT              |
| 298073 | 2002 QZ114             | 16 d'agost de 2002     | Palomar              | NEAT              |
| 298074 | 2002 QW123             | 27 d'agost de 2002     | Palomar              | NEAT              |
| 298075 | 2002 QE129             | 27 d'agost de 2002     | Palomar              | NEAT              |
| 298076 | 2002 QK131             | 30 d'agost de 2002     | Palomar              | NEAT              |
| 298077 | 2002 QR131             | 30 d'agost de 2002     | Palomar              | NEAT              |
| 298078 | 2002 QU131             | 30 d'agost de 2002     | Palomar              | NEAT              |
| 298079 | 2002 QH133             | 16 d'agost de 2002     | Palomar              | NEAT              |
| 298080 | 2002 QA134             | 30 d'agost de 2002     | Palomar              | NEAT              |
| 298081 | 2002 QH135             | 30 d'agost de 2002     | Palomar              | NEAT              |
| 298082 | 2002 QL135             | 19 d'agost de 2002     | Palomar              | NEAT              |
| 298083 | 2002 QY139             | 17 d'agost de 2002     | Palomar              | NEAT              |
| 298084 | 2002 QC140             | 17 d'agost de 2002     | Palomar              | NEAT              |
| 298085 | 2002 QU142             | 12 d'octubre de 2007   | Kitt Peak            | Spacewatch        |
| 298086 | 2002 QE147             | 2 d'abril de 2005      | Mount Lemmon         | Mt. Lemmon Survey |
| 298087 | 2002 RW2               | 4 de setembre de 2002  | Anderson Mesa        | LONEOS            |
| 298088 | 2002 RW4               | 3 de setembre de 2002  | Palomar              | NEAT              |
| 298089 | 2002 RF36              | 5 de setembre de 2002  | Anderson Mesa        | LONEOS            |
| 298090 | 2002 RM36              | 5 de setembre de 2002  | Socorro              | LINEAR            |
| 298091 | 2002 RY41              | 5 de setembre de 2002  | Socorro              | LINEAR            |
| 298092 | 2002 RH45              | 5 de setembre de 2002  | Socorro              | LINEAR            |
| 298093 | 2002 RQ46              | 5 de setembre de 2002  | Socorro              | LINEAR            |
| 298094 | 2002 RM58              | 5 de setembre de 2002  | Anderson Mesa        | LONEOS            |
| 298095 | 2002 RO60              | 5 de setembre de 2002  | Socorro              | LINEAR            |
| 298096 | 2002 RE68              | 4 de setembre de 2002  | Anderson Mesa        | LONEOS            |
| 298097 | 2002 RY76              | 5 de setembre de 2002  | Socorro              | LINEAR            |
| 298098 | 2002 RY79              | 5 de setembre de 2002  | Socorro              | LINEAR            |
| 298099 | 2002 RK99              | 5 de setembre de 2002  | Socorro              | LINEAR            |
| 298100 | 2002 RS108             | 5 de setembre de 2002  | Haleakala            | NEAT              |

## 298101-298200
| Nom    | Designació provisional | Data de descobriment   | Lloc de descobriment | Descobridor/s |
| ------ | ---------------------- | ---------------------- | -------------------- | ------------- |
| 298101 | 2002 RC119             | 5 de setembre de 2002  | Haleakala            | NEAT          |
| 298102 | 2002 RO121             | 7 de setembre de 2002  | Socorro              | LINEAR        |
| 298103 | 2002 RP126             | 9 de setembre de 2002  | Palomar              | NEAT          |
| 298104 | 2002 RQ127             | 10 de setembre de 2002 | Palomar              | NEAT          |
| 298105 | 2002 RS127             | 10 de setembre de 2002 | Palomar              | NEAT          |
| 298106 | 2002 RR133             | 10 de setembre de 2002 | Palomar              | NEAT          |
| 298107 | 2002 RR139             | 10 de setembre de 2002 | Palomar              | NEAT          |
| 298108 | 2002 RV140             | 10 de setembre de 2002 | Palomar              | NEAT          |
| 298109 | 2002 RZ144             | 11 de setembre de 2002 | Palomar              | NEAT          |
| 298110 | 2002 RG146             | 11 de setembre de 2002 | Palomar              | NEAT          |
| 298111 | 2002 RJ152             | 12 de setembre de 2002 | Palomar              | NEAT          |
| 298112 | 2002 RC154             | 13 de setembre de 2002 | Kitt Peak            | Spacewatch    |
| 298113 | 2002 RN176             | 13 de setembre de 2002 | Palomar              | NEAT          |
| 298114 | 2002 RF177             | 13 de setembre de 2002 | Palomar              | NEAT          |
| 298115 | 2002 RR177             | 13 de setembre de 2002 | Palomar              | NEAT          |
| 298116 | 2002 RC199             | 13 de setembre de 2002 | Palomar              | NEAT          |
| 298117 | 2002 RB202             | 13 de setembre de 2002 | Haleakala            | NEAT          |
| 298118 | 2002 RF202             | 13 de setembre de 2002 | Palomar              | NEAT          |
| 298119 | 2002 RS206             | 14 de setembre de 2002 | Palomar              | NEAT          |
| 298120 | 2002 RV212             | 15 de setembre de 2002 | Haleakala            | NEAT          |
| 298121 | 2002 RP228             | 14 de setembre de 2002 | Haleakala            | NEAT          |
| 298122 | 2002 RP237             | 15 de setembre de 2002 | Palomar              | R. Matson     |
| 298123 | 2002 RW237             | 15 de setembre de 2002 | Palomar              | R. Matson     |
| 298124 | 2002 RE243             | 14 de setembre de 2002 | Palomar              | NEAT          |
| 298125 | 2002 RH247             | 14 de setembre de 2002 | Palomar              | NEAT          |
| 298126 | 2002 RB251             | 15 de setembre de 2002 | Palomar              | NEAT          |
| 298127 | 2002 RF251             | 4 de setembre de 2002  | Palomar              | NEAT          |
| 298128 | 2002 RZ251             | 12 de setembre de 2002 | Palomar              | NEAT          |
| 298129 | 2002 RR253             | 11 de setembre de 2002 | Palomar              | NEAT          |
| 298130 | 2002 RD255             | 15 de setembre de 2002 | Palomar              | NEAT          |
| 298131 | 2002 RZ262             | 13 de setembre de 2002 | Palomar              | NEAT          |
| 298132 | 2002 RZ263             | 15 de setembre de 2002 | Anderson Mesa        | LONEOS        |
| 298133 | 2002 RR265             | 5 de setembre de 2002  | Haleakala            | NEAT          |
| 298134 | 2002 RD272             | 4 de setembre de 2002  | Palomar              | NEAT          |
| 298135 | 2002 RV272             | 4 de setembre de 2002  | Palomar              | NEAT          |
| 298136 | 2002 RD273             | 14 de setembre de 2002 | Palomar              | NEAT          |
| 298137 | 2002 RZ277             | 4 de setembre de 2002  | Palomar              | NEAT          |
| 298138 | 2002 RH280             | 14 de setembre de 2002 | Palomar              | NEAT          |
| 298139 | 2002 RN290             | 9 de setembre de 2002  | Palomar              | NEAT          |
| 298140 | 2002 SL1               | 26 de setembre de 2002 | Palomar              | NEAT          |
| 298141 | 2002 ST4               | 27 de setembre de 2002 | Palomar              | NEAT          |
| 298142 | 2002 SX20              | 26 de setembre de 2002 | Palomar              | NEAT          |
| 298143 | 2002 SN25              | 28 de setembre de 2002 | Haleakala            | NEAT          |
| 298144 | 2002 SQ38              | 30 de setembre de 2002 | Socorro              | LINEAR        |
| 298145 | 2002 SH45              | 29 de setembre de 2002 | Haleakala            | NEAT          |
| 298146 | 2002 SX49              | 30 de setembre de 2002 | Haleakala            | NEAT          |
| 298147 | 2002 SD54              | 30 de setembre de 2002 | Socorro              | LINEAR        |
| 298148 | 2002 SO62              | 26 de setembre de 2002 | Palomar              | NEAT          |
| 298149 | 2002 SE66              | 16 de setembre de 2002 | Palomar              | NEAT          |
| 298150 | 2002 SC69              | 26 de setembre de 2002 | Palomar              | NEAT          |
| 298151 | 2002 SJ72              | 16 de setembre de 2002 | Palomar              | NEAT          |
| 298152 | 2002 SG74              | 26 de setembre de 2002 | Palomar              | NEAT          |
| 298153 | 2002 TQ2               | 1 d'octubre de 2002    | Anderson Mesa        | LONEOS        |
| 298154 | 2002 TG18              | 2 d'octubre de 2002    | Socorro              | LINEAR        |
| 298155 | 2002 TV22              | 2 d'octubre de 2002    | Socorro              | LINEAR        |
| 298156 | 2002 TW24              | 2 d'octubre de 2002    | Socorro              | LINEAR        |
| 298157 | 2002 TA26              | 2 d'octubre de 2002    | Socorro              | LINEAR        |
| 298158 | 2002 TU50              | 2 d'octubre de 2002    | Socorro              | LINEAR        |
| 298159 | 2002 TZ55              | 1 d'octubre de 2002    | Anderson Mesa        | LONEOS        |
| 298160 | 2002 TR56              | 2 d'octubre de 2002    | Socorro              | LINEAR        |
| 298161 | 2002 TP62              | 3 d'octubre de 2002    | Campo Imperatore     | CINEOS        |
| 298162 | 2002 TO67              | 6 d'octubre de 2002    | Uccle                | T. Pauwels    |
| 298163 | 2002 TN101             | 4 d'octubre de 2002    | Socorro              | LINEAR        |
| 298164 | 2002 TA102             | 4 d'octubre de 2002    | Socorro              | LINEAR        |
| 298165 | 2002 TN103             | 4 d'octubre de 2002    | Socorro              | LINEAR        |
| 298166 | 2002 TF110             | 2 d'octubre de 2002    | Haleakala            | NEAT          |
| 298167 | 2002 TK119             | 3 d'octubre de 2002    | Palomar              | NEAT          |
| 298168 | 2002 TU123             | 4 d'octubre de 2002    | Palomar              | NEAT          |
| 298169 | 2002 TU141             | 5 d'octubre de 2002    | Socorro              | LINEAR        |
| 298170 | 2002 TS145             | 3 d'octubre de 2002    | Campo Imperatore     | CINEOS        |
| 298171 | 2002 TO154             | 5 d'octubre de 2002    | Palomar              | NEAT          |
| 298172 | 2002 TV154             | 5 d'octubre de 2002    | Palomar              | NEAT          |
| 298173 | 2002 TM161             | 5 d'octubre de 2002    | Palomar              | NEAT          |
| 298174 | 2002 TM163             | 5 d'octubre de 2002    | Palomar              | NEAT          |
| 298175 | 2002 TQ165             | 3 d'octubre de 2002    | Palomar              | NEAT          |
| 298176 | 2002 TE166             | 3 d'octubre de 2002    | Palomar              | NEAT          |
| 298177 | 2002 TM166             | 3 d'octubre de 2002    | Palomar              | NEAT          |
| 298178 | 2002 TV166             | 3 d'octubre de 2002    | Palomar              | NEAT          |
| 298179 | 2002 TO167             | 3 d'octubre de 2002    | Palomar              | NEAT          |
| 298180 | 2002 TR169             | 3 d'octubre de 2002    | Socorro              | LINEAR        |
| 298181 | 2002 TW172             | 4 d'octubre de 2002    | Socorro              | LINEAR        |
| 298182 | 2002 TH175             | 4 d'octubre de 2002    | Socorro              | LINEAR        |
| 298183 | 2002 TY189             | 5 d'octubre de 2002    | Socorro              | LINEAR        |
| 298184 | 2002 TS193             | 3 d'octubre de 2002    | Socorro              | LINEAR        |
| 298185 | 2002 TW196             | 4 d'octubre de 2002    | Palomar              | NEAT          |
| 298186 | 2002 TD197             | 4 d'octubre de 2002    | Socorro              | LINEAR        |
| 298187 | 2002 TP197             | 4 d'octubre de 2002    | Socorro              | LINEAR        |
| 298188 | 2002 TO199             | 3 d'octubre de 2002    | Palomar              | NEAT          |
| 298189 | 2002 TL203             | 4 d'octubre de 2002    | Socorro              | LINEAR        |
| 298190 | 2002 TQ205             | 4 d'octubre de 2002    | Socorro              | LINEAR        |
| 298191 | 2002 TL230             | 6 d'octubre de 2002    | Haleakala            | NEAT          |
| 298192 | 2002 TV235             | 6 d'octubre de 2002    | Socorro              | LINEAR        |
| 298193 | 2002 TL239             | 9 d'octubre de 2002    | Socorro              | LINEAR        |
| 298194 | 2002 TO244             | 10 d'octubre de 2002   | Palomar              | NEAT          |
| 298195 | 2002 TU256             | 9 d'octubre de 2002    | Socorro              | LINEAR        |
| 298196 | 2002 TA262             | 10 d'octubre de 2002   | Palomar              | NEAT          |
| 298197 | 2002 TG274             | 9 d'octubre de 2002    | Socorro              | LINEAR        |
| 298198 | 2002 TH279             | 10 d'octubre de 2002   | Socorro              | LINEAR        |
| 298199 | 2002 TT279             | 10 d'octubre de 2002   | Socorro              | LINEAR        |
| 298200 | 2002 TP280             | 10 d'octubre de 2002   | Socorro              | LINEAR        |

## 298201-298300
| Nom    | Designació provisional | Data de descobriment   | Lloc de descobriment | Descobridor/s            |
| ------ | ---------------------- | ---------------------- | -------------------- | ------------------------ |
| 298201 | 2002 TN282             | 10 d'octubre de 2002   | Socorro              | LINEAR                   |
| 298202 | 2002 TZ292             | 10 d'octubre de 2002   | Socorro              | LINEAR                   |
| 298203 | 2002 TC296             | 13 d'octubre de 2002   | Palomar              | NEAT                     |
| 298204 | 2002 TJ298             | 12 d'octubre de 2002   | Socorro              | LINEAR                   |
| 298205 | 2002 TS298             | 12 d'octubre de 2002   | Socorro              | LINEAR                   |
| 298206 | 2002 TR299             | 15 d'octubre de 2002   | Palomar              | NEAT                     |
| 298207 | 2002 TT311             | 4 d'octubre de 2002    | Apache Point         | Sloan Digital Sky Survey |
| 298208 | 2002 TS318             | 5 d'octubre de 2002    | Apache Point         | Sloan Digital Sky Survey |
| 298209 | 2002 TD330             | 5 d'octubre de 2002    | Apache Point         | Sloan Digital Sky Survey |
| 298210 | 2002 TW339             | 5 d'octubre de 2002    | Apache Point         | Sloan Digital Sky Survey |
| 298211 | 2002 TB351             | 10 d'octubre de 2002   | Apache Point         | Sloan Digital Sky Survey |
| 298212 | 2002 TD354             | 10 d'octubre de 2002   | Apache Point         | Sloan Digital Sky Survey |
| 298213 | 2002 TE355             | 10 d'octubre de 2002   | Apache Point         | Sloan Digital Sky Survey |
| 298214 | 2002 TN355             | 10 d'octubre de 2002   | Apache Point         | Sloan Digital Sky Survey |
| 298215 | 2002 TS374             | 5 d'octubre de 2002    | Socorro              | LINEAR                   |
| 298216 | 2002 TT375             | 3 d'octubre de 2002    | Socorro              | LINEAR                   |
| 298217 | 2002 TF382             | 1 d'octubre de 2002    | Anderson Mesa        | LONEOS                   |
| 298218 | 2002 TT382             | 15 d'octubre de 2002   | Palomar              | NEAT                     |
| 298219 | 2002 TF385             | 10 d'octubre de 2002   | Apache Point         | Sloan Digital Sky Survey |
| 298220 | 2002 UF6               | 28 d'octubre de 2002   | Palomar              | NEAT                     |
| 298221 | 2002 UD7               | 28 d'octubre de 2002   | Palomar              | NEAT                     |
| 298222 | 2002 UT24              | 29 d'octubre de 2002   | Kitt Peak            | Spacewatch               |
| 298223 | 2002 UB33              | 31 d'octubre de 2002   | Anderson Mesa        | LONEOS                   |
| 298224 | 2002 UC36              | 31 d'octubre de 2002   | Palomar              | NEAT                     |
| 298225 | 2002 UR43              | 30 d'octubre de 2002   | Kitt Peak            | Spacewatch               |
| 298226 | 2002 UA45              | 31 d'octubre de 2002   | Socorro              | LINEAR                   |
| 298227 | 2002 UO46              | 31 d'octubre de 2002   | Needville            | Needville                |
| 298228 | 2002 UY46              | 31 d'octubre de 2002   | Socorro              | LINEAR                   |
| 298229 | 2002 UG63              | 30 d'octubre de 2002   | Apache Point         | Sloan Digital Sky Survey |
| 298230 | 2002 UU63              | 30 d'octubre de 2002   | Apache Point         | Sloan Digital Sky Survey |
| 298231 | 2002 UL75              | 31 d'octubre de 2002   | Palomar              | NEAT                     |
| 298232 | 2002 UA77              | 31 d'octubre de 2002   | Palomar              | NEAT                     |
| 298233 | 2002 UH77              | 18 d'octubre de 2002   | Palomar              | NEAT                     |
| 298234 | 2002 UE78              | 29 d'octubre de 2002   | Palomar              | NEAT                     |
| 298235 | 2002 VC4               | 1 de novembre de 2002  | Haleakala            | NEAT                     |
| 298236 | 2002 VQ7               | 1 de novembre de 2002  | Palomar              | NEAT                     |
| 298237 | 2002 VM13              | 4 de novembre de 2002  | Kitt Peak            | Spacewatch               |
| 298238 | 2002 VP13              | 4 de novembre de 2002  | Kitt Peak            | Spacewatch               |
| 298239 | 2002 VB16              | 4 de novembre de 2002  | Anderson Mesa        | LONEOS                   |
| 298240 | 2002 VS22              | 5 de novembre de 2002  | Socorro              | LINEAR                   |
| 298241 | 2002 VC28              | 5 de novembre de 2002  | Anderson Mesa        | LONEOS                   |
| 298242 | 2002 VP36              | 5 de novembre de 2002  | Anderson Mesa        | LONEOS                   |
| 298243 | 2002 VY42              | 4 de novembre de 2002  | Palomar              | NEAT                     |
| 298244 | 2002 VB44              | 4 de novembre de 2002  | Palomar              | NEAT                     |
| 298245 | 2002 VC44              | 4 de novembre de 2002  | Haleakala            | NEAT                     |
| 298246 | 2002 VW50              | 6 de novembre de 2002  | Socorro              | LINEAR                   |
| 298247 | 2002 VL51              | 6 de novembre de 2002  | Anderson Mesa        | LONEOS                   |
| 298248 | 2002 VE52              | 6 de novembre de 2002  | Anderson Mesa        | LONEOS                   |
| 298249 | 2002 VZ53              | 6 de novembre de 2002  | Socorro              | LINEAR                   |
| 298250 | 2002 VO54              | 6 de novembre de 2002  | Anderson Mesa        | LONEOS                   |
| 298251 | 2002 VP58              | 6 de novembre de 2002  | Haleakala            | NEAT                     |
| 298252 | 2002 VE61              | 5 de novembre de 2002  | Socorro              | LINEAR                   |
| 298253 | 2002 VF61              | 5 de novembre de 2002  | Socorro              | LINEAR                   |
| 298254 | 2002 VG78              | 7 de novembre de 2002  | Socorro              | LINEAR                   |
| 298255 | 2002 VS87              | 8 de novembre de 2002  | Socorro              | LINEAR                   |
| 298256 | 2002 VP96              | 11 de novembre de 2002 | Anderson Mesa        | LONEOS                   |
| 298257 | 2002 VZ96              | 12 de novembre de 2002 | Anderson Mesa        | LONEOS                   |
| 298258 | 2002 VT102             | 12 de novembre de 2002 | Socorro              | LINEAR                   |
| 298259 | 2002 VW117             | 13 de novembre de 2002 | Socorro              | LINEAR                   |
| 298260 | 2002 VS123             | 14 de novembre de 2002 | Palomar              | NEAT                     |
| 298261 | 2002 VA143             | 15 de novembre de 2002 | Palomar              | NEAT                     |
| 298262 | 2002 VD144             | 4 de novembre de 2002  | Palomar              | NEAT                     |
| 298263 | 2002 WN15              | 28 de novembre de 2002 | Anderson Mesa        | LONEOS                   |
| 298264 | 2002 WH16              | 28 de novembre de 2002 | Haleakala            | NEAT                     |
| 298265 | 2002 WS16              | 28 de novembre de 2002 | Haleakala            | NEAT                     |
| 298266 | 2002 WU18              | 30 de novembre de 2002 | Socorro              | LINEAR                   |
| 298267 | 2002 WL20              | 25 de novembre de 2002 | Kitt Peak            | Spacewatch               |
| 298268 | 2002 XG                | 1 de desembre de 2002  | Emerald Lane         | L. Ball                  |
| 298269 | 2002 XY                | 1 de desembre de 2002  | Haleakala            | NEAT                     |
| 298270 | 2002 XW2               | 1 de desembre de 2002  | Socorro              | LINEAR                   |
| 298271 | 2002 XY5               | 1 de desembre de 2002  | Socorro              | LINEAR                   |
| 298272 | 2002 XY6               | 2 de desembre de 2002  | Socorro              | LINEAR                   |
| 298273 | 2002 XJ12              | 3 de desembre de 2002  | Palomar              | NEAT                     |
| 298274 | 2002 XY23              | 5 de desembre de 2002  | Socorro              | LINEAR                   |
| 298275 | 2002 XF30              | 6 de desembre de 2002  | Socorro              | LINEAR                   |
| 298276 | 2002 XE33              | 6 de desembre de 2002  | Palomar              | NEAT                     |
| 298277 | 2002 XG46              | 7 de desembre de 2002  | Socorro              | LINEAR                   |
| 298278 | 2002 XL54              | 10 de desembre de 2002 | Palomar              | NEAT                     |
| 298279 | 2002 XV66              | 10 de desembre de 2002 | Desert Eagle         | W. K. Y. Yeung           |
| 298280 | 2002 XZ83              | 13 de desembre de 2002 | Palomar              | NEAT                     |
| 298281 | 2002 XD94              | 3 de desembre de 2002  | Palomar              | S. F. Hoenig             |
| 298282 | 2002 XL98              | 5 de desembre de 2002  | Socorro              | LINEAR                   |
| 298283 | 2002 XW100             | 5 de desembre de 2002  | Socorro              | LINEAR                   |
| 298284 | 2002 YC13              | 31 de desembre de 2002 | Socorro              | LINEAR                   |
| 298285 | 2002 YD31              | 31 de desembre de 2002 | Socorro              | LINEAR                   |
| 298286 | 2003 AG3               | 1 de gener de 2003     | Kitt Peak            | Spacewatch               |
| 298287 | 2003 AF22              | 5 de gener de 2003     | Socorro              | LINEAR                   |
| 298288 | 2003 AC68              | 8 de gener de 2003     | Socorro              | LINEAR                   |
| 298289 | 2003 AF70              | 8 de gener de 2003     | Socorro              | LINEAR                   |
| 298290 | 2003 AZ72              | 10 de gener de 2003    | Socorro              | LINEAR                   |
| 298291 | 2003 AL86              | 1 de gener de 2003     | Socorro              | LINEAR                   |
| 298292 | 2003 AC90              | 5 de gener de 2003     | Kitt Peak            | Spacewatch               |
| 298293 | 2003 BA10              | 26 de gener de 2003    | Palomar              | NEAT                     |
| 298294 | 2003 BX11              | 26 de gener de 2003    | Anderson Mesa        | LONEOS                   |
| 298295 | 2003 BW18              | 26 de gener de 2003    | Palomar              | NEAT                     |
| 298296 | 2003 BC27              | 26 de gener de 2003    | Anderson Mesa        | LONEOS                   |
| 298297 | 2003 BF32              | 27 de gener de 2003    | Socorro              | LINEAR                   |
| 298298 | 2003 BH39              | 27 de gener de 2003    | Socorro              | LINEAR                   |
| 298299 | 2003 BH62              | 28 de gener de 2003    | Kitt Peak            | Spacewatch               |
| 298300 | 2003 BL78              | 31 de gener de 2003    | Anderson Mesa        | LONEOS                   |

## 298301-298400
| Nom    | Designació provisional | Data de descobriment   | Lloc de descobriment | Descobridor/s      |
| ------ | ---------------------- | ---------------------- | -------------------- | ------------------ |
| 298301 | 2003 BH94              | 27 de febrer de 2009   | Kitt Peak            | Spacewatch         |
| 298302 | 2003 CW11              | 1 de febrer de 2003    | Socorro              | LINEAR             |
| 298303 | 2003 CY16              | 7 de febrer de 2003    | Desert Eagle         | W. K. Y. Yeung     |
| 298304 | 2003 CN18              | 6 de febrer de 2003    | Kitt Peak            | Spacewatch         |
| 298305 | 2003 DO                | 31 de gener de 2003    | Socorro              | LINEAR             |
| 298306 | 2003 DG1               | 21 de febrer de 2003   | Palomar              | NEAT               |
| 298307 | 2003 DZ7               | 22 de febrer de 2003   | Kitt Peak            | Spacewatch         |
| 298308 | 2003 DR12              | 26 de febrer de 2003   | Campo Imperatore     | CINEOS             |
| 298309 | 2003 DK18              | 19 de febrer de 2003   | Palomar              | NEAT               |
| 298310 | 2003 EV3               | 6 de març de 2003      | Palomar              | NEAT               |
| 298311 | 2003 EJ11              | 6 de març de 2003      | Socorro              | LINEAR             |
| 298312 | 2003 EE18              | 6 de març de 2003      | Anderson Mesa        | LONEOS             |
| 298313 | 2003 EV26              | 6 de març de 2003      | Anderson Mesa        | LONEOS             |
| 298314 | 2003 ED33              | 7 de març de 2003      | Anderson Mesa        | LONEOS             |
| 298315 | 2003 EG35              | 7 de març de 2003      | Socorro              | LINEAR             |
| 298316 | 2003 ET38              | 8 de març de 2003      | Anderson Mesa        | LONEOS             |
| 298317 | 2003 EL43              | 7 de març de 2003      | Anderson Mesa        | LONEOS             |
| 298318 | 2003 ES44              | 7 de març de 2003      | Anderson Mesa        | LONEOS             |
| 298319 | 2003 EC45              | 7 de març de 2003      | Socorro              | LINEAR             |
| 298320 | 2003 EK50              | 10 de març de 2003     | Campo Imperatore     | Campo Imperatore   |
| 298321 | 2003 ED56              | 11 de març de 2003     | Kitt Peak            | Spacewatch         |
| 298322 | 2003 ER61              | 6 de març de 2003      | Anderson Mesa        | LONEOS             |
| 298323 | 2003 FG30              | 25 de març de 2003     | Haleakala            | NEAT               |
| 298324 | 2003 FY32              | 23 de març de 2003     | Kitt Peak            | Spacewatch         |
| 298325 | 2003 FB38              | 23 de març de 2003     | Kitt Peak            | Spacewatch         |
| 298326 | 2003 FB41              | 25 de març de 2003     | Palomar              | NEAT               |
| 298327 | 2003 FK46              | 24 de març de 2003     | Kitt Peak            | Spacewatch         |
| 298328 | 2003 FY47              | 24 de març de 2003     | Kitt Peak            | Spacewatch         |
| 298329 | 2003 FV50              | 25 de març de 2003     | Palomar              | NEAT               |
| 298330 | 2003 FR59              | 26 de març de 2003     | Palomar              | NEAT               |
| 298331 | 2003 FZ86              | 28 de març de 2003     | Kitt Peak            | Spacewatch         |
| 298332 | 2003 FA111             | 31 de març de 2003     | Anderson Mesa        | LONEOS             |
| 298333 | 2003 FF111             | 31 de març de 2003     | Kitt Peak            | Spacewatch         |
| 298334 | 2003 FQ113             | 31 de març de 2003     | Socorro              | LINEAR             |
| 298335 | 2003 FL121             | 25 de març de 2003     | Anderson Mesa        | LONEOS             |
| 298336 | 2003 FP123             | 27 de març de 2003     | Kitt Peak            | Spacewatch         |
| 298337 | 2003 FZ130             | 31 de març de 2003     | Palomar              | NEAT               |
| 298338 | 2003 GG2               | 1 d'abril de 2003      | Palomar              | NEAT               |
| 298339 | 2003 GK9               | 2 d'abril de 2003      | Socorro              | LINEAR             |
| 298340 | 2003 GN12              | 1 d'abril de 2003      | Socorro              | LINEAR             |
| 298341 | 2003 GK31              | 8 d'abril de 2003      | Kitt Peak            | Spacewatch         |
| 298342 | 2003 GM52              | 1 d'abril de 2003      | Kitt Peak            | M. W. Buie         |
| 298343 | 2003 HV6               | 24 d'abril de 2003     | Kitt Peak            | Spacewatch         |
| 298344 | 2003 HF10              | 25 d'abril de 2003     | Kitt Peak            | Spacewatch         |
| 298345 | 2003 HK21              | 26 d'abril de 2003     | Kitt Peak            | Spacewatch         |
| 298346 | 2003 HH31              | 26 d'abril de 2003     | Kitt Peak            | Spacewatch         |
| 298347 | 2003 HD42              | 27 d'abril de 2003     | Socorro              | LINEAR             |
| 298348 | 2003 HT43              | 30 d'abril de 2003     | Kitt Peak            | Spacewatch         |
| 298349 | 2003 JW10              | 4 de maig de 2003      | Klet                 | J. Ticha, M. Tichy |
| 298350 | 2003 JY14              | 5 de maig de 2003      | Kitt Peak            | Spacewatch         |
| 298351 | 2003 KU9               | 26 de maig de 2003     | Kitt Peak            | Spacewatch         |
| 298352 | 2003 KC11              | 25 de maig de 2003     | Haleakala            | NEAT               |
| 298353 | 2003 KU16              | 28 de maig de 2003     | Emerald Lane         | L. Ball            |
| 298354 | 2003 KW32              | 27 de maig de 2003     | Kitt Peak            | Spacewatch         |
| 298355 | 2003 LD4               | 3 de juny de 2003      | Socorro              | LINEAR             |
| 298356 | 2003 OE26              | 24 de juliol de 2003   | Palomar              | NEAT               |
| 298357 | 2003 OL32              | 29 de juliol de 2003   | Mauna Kea            | Y. Torres          |
| 298358 | 2003 PQ8               | 4 d'agost de 2003      | Socorro              | LINEAR             |
| 298359 | 2003 QG29              | 23 d'agost de 2003     | Palomar              | NEAT               |
| 298360 | 2003 QV57              | 23 d'agost de 2003     | Palomar              | NEAT               |
| 298361 | 2003 QR59              | 23 d'agost de 2003     | Socorro              | LINEAR             |
| 298362 | 2003 QJ73              | 25 d'agost de 2003     | Socorro              | LINEAR             |
| 298363 | 2003 QH89              | 26 d'agost de 2003     | Socorro              | LINEAR             |
| 298364 | 2003 QM89              | 26 d'agost de 2003     | Crni Vrh             | Crni Vrh           |
| 298365 | 2003 QQ92              | 29 d'agost de 2003     | Haleakala            | NEAT               |
| 298366 | 2003 QX95              | 30 d'agost de 2003     | Kitt Peak            | Spacewatch         |
| 298367 | 2003 QB103             | 31 d'agost de 2003     | Kitt Peak            | Spacewatch         |
| 298368 | 2003 QL105             | 31 d'agost de 2003     | Haleakala            | NEAT               |
| 298369 | 2003 QW109             | 27 d'agost de 2003     | Palomar              | NEAT               |
| 298370 | 2003 RK2               | 3 de setembre de 2003  | Socorro              | LINEAR             |
| 298371 | 2003 RY7               | 4 de setembre de 2003  | Socorro              | LINEAR             |
| 298372 | 2003 RW17              | 15 de setembre de 2003 | Palomar              | NEAT               |
| 298373 | 2003 SX2               | 16 de setembre de 2003 | Palomar              | NEAT               |
| 298374 | 2003 SZ3               | 16 de setembre de 2003 | Kitt Peak            | Spacewatch         |
| 298375 | 2003 SO31              | 18 de setembre de 2003 | Kitt Peak            | Spacewatch         |
| 298376 | 2003 SU45              | 16 de setembre de 2003 | Anderson Mesa        | LONEOS             |
| 298377 | 2003 SZ49              | 18 de setembre de 2003 | Palomar              | NEAT               |
| 298378 | 2003 SM51              | 18 de setembre de 2003 | Palomar              | NEAT               |
| 298379 | 2003 SP51              | 18 de setembre de 2003 | Palomar              | NEAT               |
| 298380 | 2003 ST58              | 17 de setembre de 2003 | Anderson Mesa        | LONEOS             |
| 298381 | 2003 SK72              | 18 de setembre de 2003 | Kitt Peak            | Spacewatch         |
| 298382 | 2003 SC76              | 18 de setembre de 2003 | Kitt Peak            | Spacewatch         |
| 298383 | 2003 SD101             | 20 de setembre de 2003 | Palomar              | NEAT               |
| 298384 | 2003 SA116             | 16 de setembre de 2003 | Anderson Mesa        | LONEOS             |
| 298385 | 2003 SU127             | 20 de setembre de 2003 | Socorro              | LINEAR             |
| 298386 | 2003 SQ134             | 18 de setembre de 2003 | Haleakala            | NEAT               |
| 298387 | 2003 SV148             | 16 de setembre de 2003 | Kitt Peak            | Spacewatch         |
| 298388 | 2003 SS149             | 31 d'agost de 2003     | Haleakala            | NEAT               |
| 298389 | 2003 SM166             | 21 de setembre de 2003 | Kitt Peak            | Spacewatch         |
| 298390 | 2003 SV171             | 18 de setembre de 2003 | Kitt Peak            | Spacewatch         |
| 298391 | 2003 SJ180             | 19 de setembre de 2003 | Kitt Peak            | Spacewatch         |
| 298392 | 2003 ST188             | 22 de setembre de 2003 | Anderson Mesa        | LONEOS             |
| 298393 | 2003 SW193             | 20 de setembre de 2003 | Socorro              | LINEAR             |
| 298394 | 2003 SN201             | 26 de setembre de 2003 | Socorro              | LINEAR             |
| 298395 | 2003 SA207             | 26 de setembre de 2003 | Socorro              | LINEAR             |
| 298396 | 2003 SE236             | 26 de setembre de 2003 | Socorro              | LINEAR             |
| 298397 | 2003 SE242             | 27 de setembre de 2003 | Kitt Peak            | Spacewatch         |
| 298398 | 2003 SM242             | 27 de setembre de 2003 | Kitt Peak            | Spacewatch         |
| 298399 | 2003 SR243             | 28 de setembre de 2003 | Kitt Peak            | Spacewatch         |
| 298400 | 2003 SR253             | 27 de setembre de 2003 | Socorro              | LINEAR             |

## 298401-298500
| Nom    | Designació provisional | Data de descobriment   | Lloc de descobriment | Descobridor/s            |
| ------ | ---------------------- | ---------------------- | -------------------- | ------------------------ |
| 298401 | 2003 SS261             | 27 de setembre de 2003 | Socorro              | LINEAR                   |
| 298402 | 2003 SC263             | 28 de setembre de 2003 | Socorro              | LINEAR                   |
| 298403 | 2003 SK268             | 29 de setembre de 2003 | Kitt Peak            | Spacewatch               |
| 298404 | 2003 SD269             | 25 de setembre de 2003 | Uccle                | T. Pauwels               |
| 298405 | 2003 SE270             | 24 de setembre de 2003 | Haleakala            | NEAT                     |
| 298406 | 2003 SZ270             | 25 de setembre de 2003 | Palomar              | NEAT                     |
| 298407 | 2003 SU271             | 26 de setembre de 2003 | Palomar              | NEAT                     |
| 298408 | 2003 SL280             | 18 de setembre de 2003 | Palomar              | NEAT                     |
| 298409 | 2003 SR294             | 28 de setembre de 2003 | Socorro              | LINEAR                   |
| 298410 | 2003 SK296             | 29 de setembre de 2003 | Anderson Mesa        | LONEOS                   |
| 298411 | 2003 SQ296             | 29 de setembre de 2003 | Anderson Mesa        | LONEOS                   |
| 298412 | 2003 SB304             | 17 de setembre de 2003 | Palomar              | NEAT                     |
| 298413 | 2003 SH307             | 26 de setembre de 2003 | Socorro              | LINEAR                   |
| 298414 | 2003 ST307             | 27 de setembre de 2003 | Socorro              | LINEAR                   |
| 298415 | 2003 SF322             | 27 de setembre de 2003 | Apache Point         | Sloan Digital Sky Survey |
| 298416 | 2003 SO322             | 30 de setembre de 2003 | Kitt Peak            | Spacewatch               |
| 298417 | 2003 SK325             | 17 de setembre de 2003 | Kitt Peak            | Spacewatch               |
| 298418 | 2003 SW331             | 27 de setembre de 2003 | Socorro              | LINEAR                   |
| 298419 | 2003 SP346             | 18 de setembre de 2003 | Kitt Peak            | Spacewatch               |
| 298420 | 2003 SO361             | 22 de setembre de 2003 | Kitt Peak            | Spacewatch               |
| 298421 | 2003 SR380             | 26 de setembre de 2003 | Apache Point         | Sloan Digital Sky Survey |
| 298422 | 2003 SV406             | 27 de setembre de 2003 | Apache Point         | Sloan Digital Sky Survey |
| 298423 | 2003 SB407             | 27 de setembre de 2003 | Apache Point         | Sloan Digital Sky Survey |
| 298424 | 2003 SG423             | 19 de setembre de 2003 | Kitt Peak            | Spacewatch               |
| 298425 | 2003 TU                | 3 d'octubre de 2003    | Kingsnake            | J. V. McClusky           |
| 298426 | 2003 TJ12              | 14 d'octubre de 2003   | Anderson Mesa        | LONEOS                   |
| 298427 | 2003 TW15              | 15 d'octubre de 2003   | Anderson Mesa        | LONEOS                   |
| 298428 | 2003 TR51              | 5 d'octubre de 2003    | Socorro              | LINEAR                   |
| 298429 | 2003 TN53              | 5 d'octubre de 2003    | Kitt Peak            | Spacewatch               |
| 298430 | 2003 TF57              | 5 d'octubre de 2003    | Socorro              | LINEAR                   |
| 298431 | 2003 TO58              | 5 d'octubre de 2003    | Socorro              | LINEAR                   |
| 298432 | 2003 UY1               | 16 d'octubre de 2003   | Kitt Peak            | Spacewatch               |
| 298433 | 2003 US10              | 19 d'octubre de 2003   | Palomar              | NEAT                     |
| 298434 | 2003 UT10              | 19 d'octubre de 2003   | Palomar              | NEAT                     |
| 298435 | 2003 UO13              | 19 d'octubre de 2003   | Palomar              | NEAT                     |
| 298436 | 2003 UG16              | 16 d'octubre de 2003   | Anderson Mesa        | LONEOS                   |
| 298437 | 2003 UN19              | 20 d'octubre de 2003   | Kingsnake            | J. V. McClusky           |
| 298438 | 2003 UU20              | 21 d'octubre de 2003   | Socorro              | LINEAR                   |
| 298439 | 2003 UB24              | 23 d'octubre de 2003   | Junk Bond            | Junk Bond                |
| 298440 | 2003 UQ28              | 19 d'octubre de 2003   | Kitt Peak            | Spacewatch               |
| 298441 | 2003 UW31              | 16 d'octubre de 2003   | Kitt Peak            | Spacewatch               |
| 298442 | 2003 UQ34              | 17 d'octubre de 2003   | Kitt Peak            | Spacewatch               |
| 298443 | 2003 UV36              | 16 d'octubre de 2003   | Palomar              | NEAT                     |
| 298444 | 2003 UD46              | 18 d'octubre de 2003   | Kitt Peak            | Spacewatch               |
| 298445 | 2003 US53              | 18 d'octubre de 2003   | Palomar              | NEAT                     |
| 298446 | 2003 UQ55              | 18 d'octubre de 2003   | Palomar              | NEAT                     |
| 298447 | 2003 UE56              | 19 d'octubre de 2003   | Goodricke-Pigott     | R. A. Tucker             |
| 298448 | 2003 UM58              | 16 d'octubre de 2003   | Kitt Peak            | Spacewatch               |
| 298449 | 2003 US64              | 16 d'octubre de 2003   | Anderson Mesa        | LONEOS                   |
| 298450 | 2003 UH68              | 16 d'octubre de 2003   | Kitt Peak            | Spacewatch               |
| 298451 | 2003 UF73              | 19 d'octubre de 2003   | Kitt Peak            | Spacewatch               |
| 298452 | 2003 UF76              | 17 d'octubre de 2003   | Anderson Mesa        | LONEOS                   |
| 298453 | 2003 UA78              | 17 d'octubre de 2003   | Kitt Peak            | Spacewatch               |
| 298454 | 2003 UG84              | 18 d'octubre de 2003   | Kitt Peak            | Spacewatch               |
| 298455 | 2003 UC89              | 19 d'octubre de 2003   | Kitt Peak            | Spacewatch               |
| 298456 | 2003 UV95              | 18 d'octubre de 2003   | Kitt Peak            | Spacewatch               |
| 298457 | 2003 UF109             | 19 d'octubre de 2003   | Palomar              | NEAT                     |
| 298458 | 2003 UX119             | 18 d'octubre de 2003   | Kitt Peak            | Spacewatch               |
| 298459 | 2003 UY126             | 21 d'octubre de 2003   | Kitt Peak            | Spacewatch               |
| 298460 | 2003 UF128             | 21 d'octubre de 2003   | Kitt Peak            | Spacewatch               |
| 298461 | 2003 UV128             | 21 d'octubre de 2003   | Kitt Peak            | Spacewatch               |
| 298462 | 2003 UJ142             | 18 d'octubre de 2003   | Anderson Mesa        | LONEOS                   |
| 298463 | 2003 UM145             | 18 d'octubre de 2003   | Anderson Mesa        | LONEOS                   |
| 298464 | 2003 UL150             | 20 d'octubre de 2003   | Kitt Peak            | Spacewatch               |
| 298465 | 2003 UG151             | 21 d'octubre de 2003   | Kitt Peak            | Spacewatch               |
| 298466 | 2003 UQ158             | 20 d'octubre de 2003   | Kitt Peak            | Spacewatch               |
| 298467 | 2003 UW169             | 22 d'octubre de 2003   | Kitt Peak            | Spacewatch               |
| 298468 | 2003 UW188             | 22 d'octubre de 2003   | Kitt Peak            | Spacewatch               |
| 298469 | 2003 UE197             | 21 d'octubre de 2003   | Kitt Peak            | Spacewatch               |
| 298470 | 2003 UY199             | 21 d'octubre de 2003   | Socorro              | LINEAR                   |
| 298471 | 2003 UA201             | 21 d'octubre de 2003   | Socorro              | LINEAR                   |
| 298472 | 2003 UO202             | 21 d'octubre de 2003   | Socorro              | LINEAR                   |
| 298473 | 2003 UT205             | 22 d'octubre de 2003   | Socorro              | LINEAR                   |
| 298474 | 2003 UW205             | 22 d'octubre de 2003   | Socorro              | LINEAR                   |
| 298475 | 2003 UY211             | 23 d'octubre de 2003   | Kitt Peak            | Spacewatch               |
| 298476 | 2003 UE212             | 23 d'octubre de 2003   | Kitt Peak            | Spacewatch               |
| 298477 | 2003 UZ215             | 21 d'octubre de 2003   | Kitt Peak            | Spacewatch               |
| 298478 | 2003 UR218             | 21 d'octubre de 2003   | Socorro              | LINEAR                   |
| 298479 | 2003 UH225             | 22 d'octubre de 2003   | Kitt Peak            | Spacewatch               |
| 298480 | 2003 UN227             | 23 d'octubre de 2003   | Kitt Peak            | Spacewatch               |
| 298481 | 2003 UZ232             | 24 d'octubre de 2003   | Socorro              | LINEAR                   |
| 298482 | 2003 UW238             | 24 d'octubre de 2003   | Socorro              | LINEAR                   |
| 298483 | 2003 UL249             | 25 d'octubre de 2003   | Socorro              | LINEAR                   |
| 298484 | 2003 UQ261             | 26 d'octubre de 2003   | Kitt Peak            | Spacewatch               |
| 298485 | 2003 UT261             | 26 d'octubre de 2003   | Kitt Peak            | Spacewatch               |
| 298486 | 2003 UK264             | 27 d'octubre de 2003   | Socorro              | LINEAR                   |
| 298487 | 2003 US264             | 27 d'octubre de 2003   | Socorro              | LINEAR                   |
| 298488 | 2003 UY265             | 27 d'octubre de 2003   | Haleakala            | NEAT                     |
| 298489 | 2003 UX266             | 28 d'octubre de 2003   | Socorro              | LINEAR                   |
| 298490 | 2003 UR268             | 28 d'octubre de 2003   | Socorro              | LINEAR                   |
| 298491 | 2003 UD276             | 29 d'octubre de 2003   | Catalina             | CSS                      |
| 298492 | 2003 UO276             | 30 d'octubre de 2003   | Socorro              | LINEAR                   |
| 298493 | 2003 UP280             | 27 d'octubre de 2003   | Socorro              | LINEAR                   |
| 298494 | 2003 US282             | 29 d'octubre de 2003   | Anderson Mesa        | LONEOS                   |
| 298495 | 2003 UB287             | 22 d'octubre de 2003   | Kitt Peak            | M. W. Buie               |
| 298496 | 2003 UG315             | 19 d'octubre de 2003   | Apache Point         | Sloan Digital Sky Survey |
| 298497 | 2003 UW343             | 3 de novembre de 1999  | Kitt Peak            | Spacewatch               |
| 298498 | 2003 UD345             | 19 d'octubre de 2003   | Apache Point         | Sloan Digital Sky Survey |
| 298499 | 2003 UU367             | 21 d'octubre de 2003   | Kitt Peak            | Spacewatch               |
| 298500 | 2003 US373             | 22 d'octubre de 2003   | Apache Point         | Sloan Digital Sky Survey |

## 298501-298600
| Nom    | Designació provisional | Data de descobriment   | Lloc de descobriment | Descobridor/s |
| ------ | ---------------------- | ---------------------- | -------------------- | ------------- |
| 298501 | 2003 UC415             | 17 d'octubre de 2003   | Kitt Peak            | Spacewatch    |
| 298502 | 2003 VD2               | 3 de novembre de 2003  | Socorro              | LINEAR        |
| 298503 | 2003 VT2               | 6 de novembre de 2003  | Socorro              | LINEAR        |
| 298504 | 2003 VD7               | 15 de novembre de 2003 | Kitt Peak            | Spacewatch    |
| 298505 | 2003 VG9               | 15 de novembre de 2003 | Palomar              | NEAT          |
| 298506 | 2003 VK9               | 15 de novembre de 2003 | Palomar              | NEAT          |
| 298507 | 2003 VD11              | 15 de novembre de 2003 | Palomar              | NEAT          |
| 298508 | 2003 WU                | 16 de novembre de 2003 | Catalina             | CSS           |
| 298509 | 2003 WQ6               | 18 de novembre de 2003 | Kitt Peak            | Spacewatch    |
| 298510 | 2003 WU9               | 18 de novembre de 2003 | Kitt Peak            | Spacewatch    |
| 298511 | 2003 WO13              | 16 de novembre de 2003 | Kitt Peak            | Spacewatch    |
| 298512 | 2003 WL17              | 18 de novembre de 2003 | Palomar              | NEAT          |
| 298513 | 2003 WF19              | 19 de novembre de 2003 | Socorro              | LINEAR        |
| 298514 | 2003 WX19              | 19 de novembre de 2003 | Socorro              | LINEAR        |
| 298515 | 2003 WB28              | 16 de novembre de 2003 | Kitt Peak            | Spacewatch    |
| 298516 | 2003 WN28              | 16 de novembre de 2003 | Kitt Peak            | Spacewatch    |
| 298517 | 2003 WE32              | 18 de novembre de 2003 | Kitt Peak            | Spacewatch    |
| 298518 | 2003 WY32              | 18 de novembre de 2003 | Palomar              | NEAT          |
| 298519 | 2003 WB33              | 18 de novembre de 2003 | Palomar              | NEAT          |
| 298520 | 2003 WH35              | 19 de novembre de 2003 | Socorro              | LINEAR        |
| 298521 | 2003 WC38              | 19 de novembre de 2003 | Socorro              | LINEAR        |
| 298522 | 2003 WE40              | 19 de novembre de 2003 | Kitt Peak            | Spacewatch    |
| 298523 | 2003 WX40              | 19 de novembre de 2003 | Kitt Peak            | Spacewatch    |
| 298524 | 2003 WL41              | 19 de novembre de 2003 | Kitt Peak            | Spacewatch    |
| 298525 | 2003 WF51              | 19 de novembre de 2003 | Kitt Peak            | Spacewatch    |
| 298526 | 2003 WM66              | 19 de novembre de 2003 | Kitt Peak            | Spacewatch    |
| 298527 | 2003 WQ72              | 20 de novembre de 2003 | Socorro              | LINEAR        |
| 298528 | 2003 WS78              | 20 de novembre de 2003 | Socorro              | LINEAR        |
| 298529 | 2003 WE81              | 20 de novembre de 2003 | Kitt Peak            | Spacewatch    |
| 298530 | 2003 WM91              | 18 de novembre de 2003 | Kitt Peak            | Spacewatch    |
| 298531 | 2003 WG97              | 19 de novembre de 2003 | Anderson Mesa        | LONEOS        |
| 298532 | 2003 WA99              | 20 de novembre de 2003 | Socorro              | LINEAR        |
| 298533 | 2003 WG104             | 21 de novembre de 2003 | Socorro              | LINEAR        |
| 298534 | 2003 WN111             | 20 de novembre de 2003 | Socorro              | LINEAR        |
| 298535 | 2003 WM114             | 20 de novembre de 2003 | Socorro              | LINEAR        |
| 298536 | 2003 WT115             | 20 de novembre de 2003 | Socorro              | LINEAR        |
| 298537 | 2003 WB118             | 20 de novembre de 2003 | Socorro              | LINEAR        |
| 298538 | 2003 WF121             | 20 de novembre de 2003 | Socorro              | LINEAR        |
| 298539 | 2003 WM121             | 20 de novembre de 2003 | Socorro              | LINEAR        |
| 298540 | 2003 WJ124             | 20 de novembre de 2003 | Socorro              | LINEAR        |
| 298541 | 2003 WM126             | 20 de novembre de 2003 | Socorro              | LINEAR        |
| 298542 | 2003 WK128             | 21 de novembre de 2003 | Kitt Peak            | Spacewatch    |
| 298543 | 2003 WK130             | 21 de novembre de 2003 | Socorro              | LINEAR        |
| 298544 | 2003 WN133             | 21 de novembre de 2003 | Socorro              | LINEAR        |
| 298545 | 2003 WC136             | 21 de novembre de 2003 | Socorro              | LINEAR        |
| 298546 | 2003 WN136             | 21 de novembre de 2003 | Socorro              | LINEAR        |
| 298547 | 2003 WX140             | 21 de novembre de 2003 | Socorro              | LINEAR        |
| 298548 | 2003 WA147             | 23 de novembre de 2003 | Kitt Peak            | Spacewatch    |
| 298549 | 2003 WC147             | 23 de novembre de 2003 | Kitt Peak            | Spacewatch    |
| 298550 | 2003 WG148             | 24 de novembre de 2003 | Socorro              | LINEAR        |
| 298551 | 2003 WV149             | 24 de novembre de 2003 | Anderson Mesa        | LONEOS        |
| 298552 | 2003 WH151             | 26 de novembre de 2003 | Kitt Peak            | Spacewatch    |
| 298553 | 2003 WJ159             | 29 de novembre de 2003 | Socorro              | LINEAR        |
| 298554 | 2003 WJ165             | 30 de novembre de 2003 | Kitt Peak            | Spacewatch    |
| 298555 | 2003 WW171             | 29 de novembre de 2003 | Socorro              | LINEAR        |
| 298556 | 2003 WM188             | 23 de novembre de 2003 | Socorro              | LINEAR        |
| 298557 | 2003 XC2               | 1 de desembre de 2003  | Socorro              | LINEAR        |
| 298558 | 2003 XQ3               | 1 de desembre de 2003  | Socorro              | LINEAR        |
| 298559 | 2003 XX7               | 3 de desembre de 2003  | Socorro              | LINEAR        |
| 298560 | 2003 XM8               | 4 de desembre de 2003  | Socorro              | LINEAR        |
| 298561 | 2003 XV8               | 4 de desembre de 2003  | Socorro              | LINEAR        |
| 298562 | 2003 XR9               | 4 de desembre de 2003  | Socorro              | LINEAR        |
| 298563 | 2003 XC10              | 4 de desembre de 2003  | Socorro              | LINEAR        |
| 298564 | 2003 XM19              | 15 de desembre de 2003 | Socorro              | LINEAR        |
| 298565 | 2003 XZ20              | 14 de desembre de 2003 | Kitt Peak            | Spacewatch    |
| 298566 | 2003 XU31              | 1 de desembre de 2003  | Kitt Peak            | Spacewatch    |
| 298567 | 2003 XH39              | 4 de desembre de 2003  | Socorro              | LINEAR        |
| 298568 | 2003 XK39              | 5 de desembre de 2003  | Catalina             | CSS           |
| 298569 | 2003 XU40              | 14 de desembre de 2003 | Kitt Peak            | Spacewatch    |
| 298570 | 2003 XK43              | 4 de desembre de 2003  | Socorro              | LINEAR        |
| 298571 | 2003 YC6               | 17 de desembre de 2003 | Socorro              | LINEAR        |
| 298572 | 2003 YV7               | 19 de desembre de 2003 | Socorro              | LINEAR        |
| 298573 | 2003 YA8               | 17 de desembre de 2003 | Socorro              | LINEAR        |
| 298574 | 2003 YX9               | 17 de desembre de 2003 | Kitt Peak            | Spacewatch    |
| 298575 | 2003 YL11              | 17 de desembre de 2003 | Socorro              | LINEAR        |
| 298576 | 2003 YX11              | 17 de desembre de 2003 | Socorro              | LINEAR        |
| 298577 | 2003 YB12              | 17 de desembre de 2003 | Socorro              | LINEAR        |
| 298578 | 2003 YC20              | 17 de desembre de 2003 | Kitt Peak            | Spacewatch    |
| 298579 | 2003 YV21              | 17 de desembre de 2003 | Kitt Peak            | Spacewatch    |
| 298580 | 2003 YA25              | 18 de desembre de 2003 | Socorro              | LINEAR        |
| 298581 | 2003 YE27              | 16 de desembre de 2003 | Catalina             | CSS           |
| 298582 | 2003 YG29              | 17 de desembre de 2003 | Kitt Peak            | Spacewatch    |
| 298583 | 2003 YS32              | 16 de desembre de 2003 | Kitt Peak            | Spacewatch    |
| 298584 | 2003 YZ33              | 17 de desembre de 2003 | Anderson Mesa        | LONEOS        |
| 298585 | 2003 YF35              | 18 de desembre de 2003 | Haleakala            | NEAT          |
| 298586 | 2003 YF43              | 19 de desembre de 2003 | Kitt Peak            | Spacewatch    |
| 298587 | 2003 YG47              | 17 de desembre de 2003 | Kitt Peak            | Spacewatch    |
| 298588 | 2003 YF56              | 19 de desembre de 2003 | Socorro              | LINEAR        |
| 298589 | 2003 YL56              | 19 de desembre de 2003 | Socorro              | LINEAR        |
| 298590 | 2003 YC62              | 19 de desembre de 2003 | Socorro              | LINEAR        |
| 298591 | 2003 YE64              | 19 de desembre de 2003 | Socorro              | LINEAR        |
| 298592 | 2003 YS64              | 19 de desembre de 2003 | Socorro              | LINEAR        |
| 298593 | 2003 YA71              | 18 de desembre de 2003 | Socorro              | LINEAR        |
| 298594 | 2003 YZ88              | 19 de desembre de 2003 | Socorro              | LINEAR        |
| 298595 | 2003 YC105             | 21 de desembre de 2003 | Catalina             | CSS           |
| 298596 | 2003 YM114             | 25 de desembre de 2003 | Haleakala            | NEAT          |
| 298597 | 2003 YT120             | 27 de desembre de 2003 | Socorro              | LINEAR        |
| 298598 | 2003 YP123             | 28 de desembre de 2003 | Kitt Peak            | Spacewatch    |
| 298599 | 2003 YN124             | 28 de desembre de 2003 | Kitt Peak            | Spacewatch    |
| 298600 | 2003 YM129             | 27 de desembre de 2003 | Socorro              | LINEAR        |

## 298601-298700
| Nom    | Designació provisional | Data de descobriment   | Lloc de descobriment | Descobridor/s |
| ------ | ---------------------- | ---------------------- | -------------------- | ------------- |
| 298601 | 2003 YM131             | 28 de desembre de 2003 | Socorro              | LINEAR        |
| 298602 | 2003 YY131             | 28 de desembre de 2003 | Socorro              | LINEAR        |
| 298603 | 2003 YC132             | 28 de desembre de 2003 | Socorro              | LINEAR        |
| 298604 | 2003 YG133             | 28 de desembre de 2003 | Socorro              | LINEAR        |
| 298605 | 2003 YB135             | 28 de desembre de 2003 | Socorro              | LINEAR        |
| 298606 | 2003 YO137             | 27 de desembre de 2003 | Socorro              | LINEAR        |
| 298607 | 2003 YZ137             | 27 de desembre de 2003 | Socorro              | LINEAR        |
| 298608 | 2003 YH143             | 28 de desembre de 2003 | Socorro              | LINEAR        |
| 298609 | 2003 YH144             | 28 de desembre de 2003 | Socorro              | LINEAR        |
| 298610 | 2003 YY146             | 29 de desembre de 2003 | Socorro              | LINEAR        |
| 298611 | 2003 YK151             | 29 de desembre de 2003 | Catalina             | CSS           |
| 298612 | 2003 YA154             | 29 de desembre de 2003 | Catalina             | CSS           |
| 298613 | 2003 YH169             | 18 de desembre de 2003 | Socorro              | LINEAR        |
| 298614 | 2003 YD179             | 19 de desembre de 2003 | Kitt Peak            | Spacewatch    |
| 298615 | 2004 AE8               | 13 de gener de 2004    | Palomar              | NEAT          |
| 298616 | 2004 AG9               | 14 de gener de 2004    | Palomar              | NEAT          |
| 298617 | 2004 AH12              | 13 de gener de 2004    | Kitt Peak            | Spacewatch    |
| 298618 | 2004 AO13              | 13 de gener de 2004    | Kitt Peak            | Spacewatch    |
| 298619 | 2004 AW15              | 21 de desembre de 2003 | Kitt Peak            | Spacewatch    |
| 298620 | 2004 AS19              | 13 d'abril de 1996     | Kitt Peak            | Spacewatch    |
| 298621 | 2004 AF26              | 13 de gener de 2004    | Palomar              | NEAT          |
| 298622 | 2004 BA1               | 16 de gener de 2004    | Kitt Peak            | Spacewatch    |
| 298623 | 2004 BZ2               | 16 de gener de 2004    | Palomar              | NEAT          |
| 298624 | 2004 BH10              | 16 de gener de 2004    | Palomar              | NEAT          |
| 298625 | 2004 BC13              | 17 de gener de 2004    | Palomar              | NEAT          |
| 298626 | 2004 BD14              | 17 de gener de 2004    | Palomar              | NEAT          |
| 298627 | 2004 BB15              | 16 de gener de 2004    | Kitt Peak            | Spacewatch    |
| 298628 | 2004 BA19              | 16 de gener de 2004    | Palomar              | NEAT          |
| 298629 | 2004 BV19              | 18 de gener de 2004    | Kitt Peak            | Spacewatch    |
| 298630 | 2004 BF27              | 19 de gener de 2004    | Socorro              | LINEAR        |
| 298631 | 2004 BO27              | 18 de gener de 2004    | Kitt Peak            | Spacewatch    |
| 298632 | 2004 BG36              | 19 de gener de 2004    | Kitt Peak            | Spacewatch    |
| 298633 | 2004 BD37              | 19 de gener de 2004    | Kitt Peak            | Spacewatch    |
| 298634 | 2004 BS37              | 19 de gener de 2004    | Catalina             | CSS           |
| 298635 | 2004 BM41              | 23 de gener de 2004    | Wrightwood           | J. W. Young   |
| 298636 | 2004 BD42              | 19 de gener de 2004    | Catalina             | CSS           |
| 298637 | 2004 BY53              | 22 de gener de 2004    | Socorro              | LINEAR        |
| 298638 | 2004 BA54              | 22 de gener de 2004    | Socorro              | LINEAR        |
| 298639 | 2004 BZ54              | 22 de gener de 2004    | Socorro              | LINEAR        |
| 298640 | 2004 BQ77              | 22 de gener de 2004    | Socorro              | LINEAR        |
| 298641 | 2004 BV78              | 22 de gener de 2004    | Socorro              | LINEAR        |
| 298642 | 2004 BT83              | 23 de gener de 2004    | Anderson Mesa        | LONEOS        |
| 298643 | 2004 BA88              | 23 de gener de 2004    | Socorro              | LINEAR        |
| 298644 | 2004 BG90              | 24 de gener de 2004    | Socorro              | LINEAR        |
| 298645 | 2004 BT90              | 24 de gener de 2004    | Socorro              | LINEAR        |
| 298646 | 2004 BH94              | 23 de gener de 2004    | Socorro              | LINEAR        |
| 298647 | 2004 BG102             | 29 de gener de 2004    | Kitt Peak            | Spacewatch    |
| 298648 | 2004 BX105             | 26 de gener de 2004    | Anderson Mesa        | LONEOS        |
| 298649 | 2004 BA107             | 28 de gener de 2004    | Kitt Peak            | Spacewatch    |
| 298650 | 2004 BZ110             | 29 de gener de 2004    | Socorro              | LINEAR        |
| 298651 | 2004 BJ113             | 28 de gener de 2004    | Catalina             | CSS           |
| 298652 | 2004 BV118             | 30 de gener de 2004    | Catalina             | CSS           |
| 298653 | 2004 BJ148             | 16 de gener de 2004    | Palomar              | NEAT          |
| 298654 | 2004 BO158             | 28 de gener de 2004    | Kitt Peak            | Spacewatch    |
| 298655 | 2004 CS2               | 12 de febrer de 2004   | Goodricke-Pigott     | R. A. Tucker  |
| 298656 | 2004 CW10              | 11 de febrer de 2004   | Palomar              | NEAT          |
| 298657 | 2004 CV13              | 11 de febrer de 2004   | Palomar              | NEAT          |
| 298658 | 2004 CB19              | 11 de febrer de 2004   | Kitt Peak            | Spacewatch    |
| 298659 | 2004 CL23              | 12 de febrer de 2004   | Kitt Peak            | Spacewatch    |
| 298660 | 2004 CT28              | 12 de febrer de 2004   | Kitt Peak            | Spacewatch    |
| 298661 | 2004 CW32              | 12 de febrer de 2004   | Kitt Peak            | Spacewatch    |
| 298662 | 2004 CB42              | 10 de febrer de 2004   | Palomar              | NEAT          |
| 298663 | 2004 CT42              | 11 de febrer de 2004   | Kitt Peak            | Spacewatch    |
| 298664 | 2004 CL56              | 14 de febrer de 2004   | Haleakala            | NEAT          |
| 298665 | 2004 CW57              | 14 de febrer de 2004   | Socorro              | LINEAR        |
| 298666 | 2004 CE59              | 10 de febrer de 2004   | Palomar              | NEAT          |
| 298667 | 2004 CZ61              | 11 de febrer de 2004   | Kitt Peak            | Spacewatch    |
| 298668 | 2004 CW65              | 15 de febrer de 2004   | Socorro              | LINEAR        |
| 298669 | 2004 CD77              | 11 de febrer de 2004   | Catalina             | CSS           |
| 298670 | 2004 CS82              | 12 de febrer de 2004   | Kitt Peak            | Spacewatch    |
| 298671 | 2004 CA91              | 12 de febrer de 2004   | Kitt Peak            | Spacewatch    |
| 298672 | 2004 CW100             | 15 de febrer de 2004   | Catalina             | CSS           |
| 298673 | 2004 CF103             | 12 de febrer de 2004   | Palomar              | NEAT          |
| 298674 | 2004 CJ107             | 14 de febrer de 2004   | Kitt Peak            | Spacewatch    |
| 298675 | 2004 CX109             | 13 de febrer de 2004   | Kitt Peak            | Spacewatch    |
| 298676 | 2004 CU116             | 11 de febrer de 2004   | Catalina             | CSS           |
| 298677 | 2004 CD122             | 12 de febrer de 2004   | Kitt Peak            | Spacewatch    |
| 298678 | 2004 CK125             | 12 de febrer de 2004   | Kitt Peak            | Spacewatch    |
| 298679 | 2004 DP15              | 17 de febrer de 2004   | Socorro              | LINEAR        |
| 298680 | 2004 DJ25              | 19 de febrer de 2004   | Socorro              | LINEAR        |
| 298681 | 2004 DL27              | 16 de febrer de 2004   | Kitt Peak            | Spacewatch    |
| 298682 | 2004 DV30              | 17 de febrer de 2004   | Socorro              | LINEAR        |
| 298683 | 2004 DK32              | 18 de febrer de 2004   | Socorro              | LINEAR        |
| 298684 | 2004 DT35              | 19 de febrer de 2004   | Socorro              | LINEAR        |
| 298685 | 2004 DA39              | 22 de febrer de 2004   | Kitt Peak            | Spacewatch    |
| 298686 | 2004 DW41              | 19 de febrer de 2004   | Socorro              | LINEAR        |
| 298687 | 2004 DS44              | 17 de febrer de 2004   | Haleakala            | NEAT          |
| 298688 | 2004 DQ46              | 19 de febrer de 2004   | Socorro              | LINEAR        |
| 298689 | 2004 DO61              | 26 de febrer de 2004   | Socorro              | LINEAR        |
| 298690 | 2004 DX64              | 17 de febrer de 2004   | Kitt Peak            | Spacewatch    |
| 298691 | 2004 DY67              | 26 de febrer de 2004   | Kitt Peak            | M. W. Buie    |
| 298692 | 2004 DL70              | 26 de febrer de 2004   | Socorro              | LINEAR        |
| 298693 | 2004 EC6               | 11 de març de 2004     | Palomar              | NEAT          |
| 298694 | 2004 EL12              | 11 de març de 2004     | Palomar              | NEAT          |
| 298695 | 2004 EV13              | 11 de març de 2004     | Palomar              | NEAT          |
| 298696 | 2004 EM14              | 11 de març de 2004     | Palomar              | NEAT          |
| 298697 | 2004 EC18              | 12 de març de 2004     | Palomar              | NEAT          |
| 298698 | 2004 EH39              | 15 de març de 2004     | Kitt Peak            | Spacewatch    |
| 298699 | 2004 EG48              | 15 de març de 2004     | Socorro              | LINEAR        |
| 298700 | 2004 EX50              | 14 de març de 2004     | Kitt Peak            | Spacewatch    |

## 298701-298800
| Nom    | Designació provisional | Data de descobriment | Lloc de descobriment | Descobridor/s               |
| ------ | ---------------------- | -------------------- | -------------------- | --------------------------- |
| 298701 | 2004 EW54              | 14 de març de 2004   | Palomar              | NEAT                        |
| 298702 | 2004 EL55              | 14 de març de 2004   | Palomar              | NEAT                        |
| 298703 | 2004 EP55              | 14 de març de 2004   | Palomar              | NEAT                        |
| 298704 | 2004 EQ66              | 14 de març de 2004   | Palomar              | NEAT                        |
| 298705 | 2004 EY66              | 14 de març de 2004   | Palomar              | NEAT                        |
| 298706 | 2004 EU89              | 14 de març de 2004   | Kitt Peak            | Spacewatch                  |
| 298707 | 2004 EV90              | 14 de març de 2004   | Kitt Peak            | Spacewatch                  |
| 298708 | 2004 EJ92              | 15 de març de 2004   | Kitt Peak            | Spacewatch                  |
| 298709 | 2004 ES100             | 15 de març de 2004   | Kitt Peak            | Spacewatch                  |
| 298710 | 2004 FZ12              | 16 de març de 2004   | Catalina             | CSS                         |
| 298711 | 2004 FU13              | 16 de març de 2004   | Socorro              | LINEAR                      |
| 298712 | 2004 FR14              | 16 de març de 2004   | Catalina             | CSS                         |
| 298713 | 2004 FC24              | 17 de març de 2004   | Kitt Peak            | Spacewatch                  |
| 298714 | 2004 FJ25              | 17 de març de 2004   | Socorro              | LINEAR                      |
| 298715 | 2004 FT35              | 16 de març de 2004   | Socorro              | LINEAR                      |
| 298716 | 2004 FS49              | 18 de març de 2004   | Socorro              | LINEAR                      |
| 298717 | 2004 FV57              | 17 de març de 2004   | Kitt Peak            | Spacewatch                  |
| 298718 | 2004 FM58              | 17 de març de 2004   | Kitt Peak            | Spacewatch                  |
| 298719 | 2004 FF62              | 19 de març de 2004   | Socorro              | LINEAR                      |
| 298720 | 2004 FY69              | 16 de març de 2004   | Kitt Peak            | Spacewatch                  |
| 298721 | 2004 FY72              | 17 de març de 2004   | Kitt Peak            | Spacewatch                  |
| 298722 | 2004 FT73              | 17 de març de 2004   | Kitt Peak            | Spacewatch                  |
| 298723 | 2004 FS93              | 22 de març de 2004   | Socorro              | LINEAR                      |
| 298724 | 2004 FH99              | 21 de març de 2004   | Kitt Peak            | Spacewatch                  |
| 298725 | 2004 FC102             | 19 de març de 2004   | Socorro              | LINEAR                      |
| 298726 | 2004 FH107             | 20 de març de 2004   | Socorro              | LINEAR                      |
| 298727 | 2004 FO108             | 23 de març de 2004   | Socorro              | LINEAR                      |
| 298728 | 2004 FP112             | 26 de març de 2004   | Kitt Peak            | Spacewatch                  |
| 298729 | 2004 FJ134             | 26 de març de 2004   | Socorro              | LINEAR                      |
| 298730 | 2004 FA140             | 26 de març de 2004   | Socorro              | LINEAR                      |
| 298731 | 2004 FN145             | 30 de març de 2004   | Kitt Peak            | Spacewatch                  |
| 298732 | 2004 FB148             | 17 de març de 2004   | Socorro              | LINEAR                      |
| 298733 | 2004 FF155             | 17 de març de 2004   | Kitt Peak            | Spacewatch                  |
| 298734 | 2004 GB5               | 11 d'abril de 2004   | Palomar              | NEAT                        |
| 298735 | 2004 GB9               | 12 d'abril de 2004   | Kitt Peak            | Spacewatch                  |
| 298736 | 2004 GU14              | 13 d'abril de 2004   | Palomar              | NEAT                        |
| 298737 | 2004 GQ35              | 13 d'abril de 2004   | Palomar              | NEAT                        |
| 298738 | 2004 GD36              | 13 d'abril de 2004   | Palomar              | NEAT                        |
| 298739 | 2004 GH41              | 12 d'abril de 2004   | Siding Spring        | Siding Spring Survey        |
| 298740 | 2004 GT42              | 15 d'abril de 2004   | Anderson Mesa        | LONEOS                      |
| 298741 | 2004 GZ45              | 12 d'abril de 2004   | Kitt Peak            | Spacewatch                  |
| 298742 | 2004 GK54              | 13 d'abril de 2004   | Kitt Peak            | Spacewatch                  |
| 298743 | 2004 GM56              | 13 d'abril de 2004   | Kitt Peak            | Spacewatch                  |
| 298744 | 2004 GM62              | 13 d'abril de 2004   | Kitt Peak            | Spacewatch                  |
| 298745 | 2004 GL66              | 13 d'abril de 2004   | Kitt Peak            | Spacewatch                  |
| 298746 | 2004 GU66              | 13 d'abril de 2004   | Kitt Peak            | Spacewatch                  |
| 298747 | 2004 GU76              | 15 d'abril de 2004   | Socorro              | LINEAR                      |
| 298748 | 2004 GU78              | 11 d'abril de 2004   | Palomar              | NEAT                        |
| 298749 | 2004 GA79              | 11 d'abril de 2004   | Palomar              | NEAT                        |
| 298750 | 2004 GY82              | 14 d'abril de 2004   | Kitt Peak            | Spacewatch                  |
| 298751 | 2004 HC9               | 16 d'abril de 2004   | Palomar              | NEAT                        |
| 298752 | 2004 HA17              | 16 d'abril de 2004   | Kitt Peak            | Spacewatch                  |
| 298753 | 2004 HU27              | 20 d'abril de 2004   | Socorro              | LINEAR                      |
| 298754 | 2004 HA42              | 20 d'abril de 2004   | Kitt Peak            | Spacewatch                  |
| 298755 | 2004 HB42              | 20 d'abril de 2004   | Kitt Peak            | Spacewatch                  |
| 298756 | 2004 HD45              | 21 d'abril de 2004   | Socorro              | LINEAR                      |
| 298757 | 2004 HW47              | 22 d'abril de 2004   | Siding Spring        | Siding Spring Survey        |
| 298758 | 2004 HT56              | 24 d'abril de 2004   | Catalina             | CSS                         |
| 298759 | 2004 HP57              | 21 d'abril de 2004   | Kitt Peak            | Spacewatch                  |
| 298760 | 2004 HU67              | 20 d'abril de 2004   | Kitt Peak            | Spacewatch                  |
| 298761 | 2004 HL71              | 25 d'abril de 2004   | Kitt Peak            | Spacewatch                  |
| 298762 | 2004 HT77              | 26 d'abril de 2004   | Mauna Kea            | P. A. Wiegert               |
| 298763 | 2004 JD29              | 15 de maig de 2004   | Socorro              | LINEAR                      |
| 298764 | 2004 JU33              | 15 de maig de 2004   | Socorro              | LINEAR                      |
| 298765 | 2004 KC15              | 21 de maig de 2004   | Needville            | Needville                   |
| 298766 | 2004 LW16              | 14 de juny de 2004   | Socorro              | LINEAR                      |
| 298767 | 2004 NS3               | 9 de juliol de 2004  | Palomar              | NEAT                        |
| 298768 | 2004 NO4               | 12 de juliol de 2004 | Siding Spring        | Siding Spring Survey        |
| 298769 | 2004 NE6               | 11 de juliol de 2004 | Socorro              | LINEAR                      |
| 298770 | 2004 NL10              | 9 de juliol de 2004  | Socorro              | LINEAR                      |
| 298771 | 2004 NE18              | 14 de juliol de 2004 | Socorro              | LINEAR                      |
| 298772 | 2004 OU3               | 17 de juliol de 2004 | Socorro              | LINEAR                      |
| 298773 | 2004 OK5               | 16 de juliol de 2004 | Socorro              | LINEAR                      |
| 298774 | 2004 PH1               | 6 d'agost de 2004    | Reedy Creek          | J. Broughton                |
| 298775 | 2004 PH8               | 6 d'agost de 2004    | Palomar              | NEAT                        |
| 298776 | 2004 PL8               | 6 d'agost de 2004    | Palomar              | NEAT                        |
| 298777 | 2004 PQ17              | 8 d'agost de 2004    | Socorro              | LINEAR                      |
| 298778 | 2004 PC19              | 8 d'agost de 2004    | Anderson Mesa        | LONEOS                      |
| 298779 | 2004 PW20              | 7 de gener de 1999   | Kitt Peak            | Spacewatch                  |
| 298780 | 2004 PP38              | 9 d'agost de 2004    | Socorro              | LINEAR                      |
| 298781 | 2004 PU43              | 6 d'agost de 2004    | Palomar              | NEAT                        |
| 298782 | 2004 PX44              | 7 d'agost de 2004    | Palomar              | NEAT                        |
| 298783 | 2004 PD45              | 7 d'agost de 2004    | Palomar              | NEAT                        |
| 298784 | 2004 PU46              | 8 d'agost de 2004    | Campo Imperatore     | CINEOS                      |
| 298785 | 2004 PU47              | 8 d'agost de 2004    | Socorro              | LINEAR                      |
| 298786 | 2004 PS50              | 8 d'agost de 2004    | Socorro              | LINEAR                      |
| 298787 | 2004 PO81              | 10 d'agost de 2004   | Socorro              | LINEAR                      |
| 298788 | 2004 PO87              | 11 d'agost de 2004   | Socorro              | LINEAR                      |
| 298789 | 2004 PS98              | 8 d'agost de 2004    | Socorro              | LINEAR                      |
| 298790 | 2004 PC99              | 8 d'agost de 2004    | Palomar              | NEAT                        |
| 298791 | 2004 PZ101             | 11 d'agost de 2004   | Socorro              | LINEAR                      |
| 298792 | 2004 PJ106             | 14 d'agost de 2004   | Campo Imperatore     | CINEOS                      |
| 298793 | 2004 QE3               | 18 d'agost de 2004   | Wrightwood           | J. W. Young                 |
| 298794 | 2004 QH3               | 20 d'agost de 2004   | Reedy Creek          | J. Broughton                |
| 298795 | 2004 QG6               | 20 d'agost de 2004   | Kitt Peak            | Spacewatch                  |
| 298796 | 2004 QY8               | 19 d'agost de 2004   | Siding Spring        | Siding Spring Survey        |
| 298797 | 2004 QX9               | 21 d'agost de 2004   | Siding Spring        | Siding Spring Survey        |
| 298798 | 2004 QA14              | 24 d'agost de 2004   | Socorro              | LINEAR                      |
| 298799 | 2004 QC19              | 22 d'agost de 2004   | Kvistaberg           | Uppsala-DLR Asteroid Survey |
| 298800 | 2004 QT21              | 25 d'agost de 2004   | Kitt Peak            | Spacewatch                  |

## 298801-298900
| Nom                    | Designació provisional | Data de descobriment   | Lloc de descobriment | Descobridor/s        |
| ---------------------- | ---------------------- | ---------------------- | -------------------- | -------------------- |
| 298801                 | 2004 QD22              | 25 d'agost de 2004     | Socorro              | LINEAR               |
| 298802                 | 2004 QR26              | 23 d'agost de 2004     | Anderson Mesa        | LONEOS               |
| 298803                 | 2004 RJ8               | 6 de setembre de 2004  | Altschwendt          | W. Ries              |
| 298804                 | 2004 RZ13              | 6 de setembre de 2004  | Siding Spring        | Siding Spring Survey |
| 298805                 | 2004 RZ14              | 6 de setembre de 2004  | Siding Spring        | Siding Spring Survey |
| 298806                 | 2004 RV25              | 9 de setembre de 2004  | Socorro              | LINEAR               |
| 298807                 | 2004 RS31              | 7 de setembre de 2004  | Socorro              | LINEAR               |
| 298808                 | 2004 RV33              | 7 de setembre de 2004  | Socorro              | LINEAR               |
| 298809                 | 2004 RF36              | 7 de setembre de 2004  | Socorro              | LINEAR               |
| 298810                 | 2004 RJ47              | 8 de setembre de 2004  | Socorro              | LINEAR               |
| 298811                 | 2004 RR51              | 8 de setembre de 2004  | Socorro              | LINEAR               |
| 298812                 | 2004 RZ56              | 8 de setembre de 2004  | Socorro              | LINEAR               |
| 298813                 | 2004 RS57              | 8 de setembre de 2004  | Socorro              | LINEAR               |
| 298814                 | 2004 RO60              | 8 de setembre de 2004  | Socorro              | LINEAR               |
| 298815                 | 2004 RX60              | 8 de setembre de 2004  | Socorro              | LINEAR               |
| 298816                 | 2004 RM62              | 8 de setembre de 2004  | Socorro              | LINEAR               |
| 298817                 | 2004 RP63              | 8 de setembre de 2004  | Socorro              | LINEAR               |
| 298818                 | 2004 RU64              | 8 de setembre de 2004  | Socorro              | LINEAR               |
| 298819                 | 2004 RN66              | 8 de setembre de 2004  | Socorro              | LINEAR               |
| 298820                 | 2004 RT71              | 8 de setembre de 2004  | Socorro              | LINEAR               |
| 298821                 | 2004 RS73              | 8 de setembre de 2004  | Socorro              | LINEAR               |
| 298822                 | 2004 RM74              | 8 de setembre de 2004  | Socorro              | LINEAR               |
| 298823                 | 2004 RA79              | 8 de setembre de 2004  | Palomar              | NEAT                 |
| 298824                 | 2004 RB80              | 9 de setembre de 2004  | Socorro              | LINEAR               |
| 298825                 | 2004 RD100             | 8 de setembre de 2004  | Socorro              | LINEAR               |
| 298826                 | 2004 RY102             | 8 de setembre de 2004  | Socorro              | LINEAR               |
| 298827                 | 2004 RO125             | 7 de setembre de 2004  | Kitt Peak            | Spacewatch           |
| 298828                 | 2004 RZ143             | 8 de setembre de 2004  | Socorro              | LINEAR               |
| 298829                 | 2004 RH147             | 9 de setembre de 2004  | Socorro              | LINEAR               |
| 298830                 | 2004 RF156             | 10 de setembre de 2004 | Socorro              | LINEAR               |
| 298831                 | 2004 RN160             | 10 de setembre de 2004 | Socorro              | LINEAR               |
| 298832                 | 2004 RA164             | 10 de setembre de 2004 | Kitt Peak            | Spacewatch           |
| 298833                 | 2004 RD164             | 10 de setembre de 2004 | Socorro              | LINEAR               |
| 298834                 | 2004 RT164             | 13 de setembre de 2004 | Eskridge             | G. Hug               |
| 298835                 | 2004 RN178             | 10 de setembre de 2004 | Socorro              | LINEAR               |
| 298836                 | 2004 RQ179             | 10 de setembre de 2004 | Socorro              | LINEAR               |
| 298837                 | 2004 RO181             | 10 de setembre de 2004 | Socorro              | LINEAR               |
| 298838                 | 2004 RP186             | 10 de setembre de 2004 | Socorro              | LINEAR               |
| 298839                 | 2004 RP187             | 10 de setembre de 2004 | Socorro              | LINEAR               |
| 298840                 | 2004 RX187             | 10 de setembre de 2004 | Socorro              | LINEAR               |
| 298841                 | 2004 RM188             | 10 de setembre de 2004 | Socorro              | LINEAR               |
| 298842                 | 2004 RL189             | 10 de setembre de 2004 | Socorro              | LINEAR               |
| 298843                 | 2004 RX189             | 10 de setembre de 2004 | Socorro              | LINEAR               |
| 298844                 | 2004 RL191             | 10 de setembre de 2004 | Socorro              | LINEAR               |
| 298845                 | 2004 RM192             | 10 de setembre de 2004 | Socorro              | LINEAR               |
| 298846                 | 2004 RK196             | 10 de setembre de 2004 | Socorro              | LINEAR               |
| 298847                 | 2004 RD197             | 10 de setembre de 2004 | Socorro              | LINEAR               |
| 298848                 | 2004 RQ205             | 8 de setembre de 2004  | Socorro              | LINEAR               |
| 298849                 | 2004 RX214             | 11 de setembre de 2004 | Socorro              | LINEAR               |
| 298850                 | 2004 RX232             | 9 de setembre de 2004  | Kitt Peak            | Spacewatch           |
| 298851                 | 2004 RZ232             | 9 de setembre de 2004  | Kitt Peak            | Spacewatch           |
| 298852                 | 2004 RK235             | 10 de setembre de 2004 | Socorro              | LINEAR               |
| 298853                 | 2004 RZ235             | 10 de setembre de 2004 | Socorro              | LINEAR               |
| 298854                 | 2004 RF236             | 10 de setembre de 2004 | Socorro              | LINEAR               |
| 298855                 | 2004 RA237             | 10 de setembre de 2004 | Kitt Peak            | Spacewatch           |
| 298856                 | 2004 RT246             | 11 de setembre de 2004 | Socorro              | LINEAR               |
| 298857                 | 2004 RN250             | 13 de setembre de 2004 | Socorro              | LINEAR               |
| 298858                 | 2004 RO250             | 13 de setembre de 2004 | Socorro              | LINEAR               |
| 298859                 | 2004 RX250             | 13 de setembre de 2004 | Palomar              | NEAT                 |
| 298860                 | 2004 RP287             | 15 de setembre de 2004 | 7300                 | W. K. Y. Yeung       |
| 298861                 | 2004 RM292             | 10 de setembre de 2004 | Socorro              | LINEAR               |
| 298862                 | 2004 RW301             | 11 de setembre de 2004 | Kitt Peak            | Spacewatch           |
| 298863                 | 2004 RF306             | 12 de setembre de 2004 | Socorro              | LINEAR               |
| 298864                 | 2004 RW312             | 15 de setembre de 2004 | Kitt Peak            | Spacewatch           |
| 298865                 | 2004 RJ319             | 13 de setembre de 2004 | Socorro              | LINEAR               |
| 298866                 | 2004 RA326             | 13 de setembre de 2004 | Socorro              | LINEAR               |
| 298867                 | 2004 RH328             | 15 de setembre de 2004 | Anderson Mesa        | LONEOS               |
| 298868                 | 2004 RJ328             | 15 de setembre de 2004 | Anderson Mesa        | LONEOS               |
| 298869                 | 2004 RN333             | 15 de setembre de 2004 | Anderson Mesa        | LONEOS               |
| 298870                 | 2004 RQ334             | 15 de setembre de 2004 | Anderson Mesa        | LONEOS               |
| 298871                 | 2004 RR334             | 15 de setembre de 2004 | Anderson Mesa        | LONEOS               |
| 298872                 | 2004 RG337             | 15 de setembre de 2004 | Kitt Peak            | Spacewatch           |
| 298873                 | 2004 SE10              | 16 de setembre de 2004 | Siding Spring        | Siding Spring Survey |
| 298874                 | 2004 SP15              | 17 de setembre de 2004 | Anderson Mesa        | LONEOS               |
| 298875                 | 2004 SB17              | 17 de setembre de 2004 | Anderson Mesa        | LONEOS               |
| 298876                 | 2004 SW23              | 17 de setembre de 2004 | Kitt Peak            | Spacewatch           |
| 298877 Michaelreynolds | 2004 SY26              | 23 de setembre de 2004 | Vail-Jarnac          | Jarnac               |
| 298878                 | 2004 SJ29              | 17 de setembre de 2004 | Socorro              | LINEAR               |
| 298879                 | 2004 SJ32              | 17 de setembre de 2004 | Socorro              | LINEAR               |
| 298880                 | 2004 SE33              | 17 de setembre de 2004 | Socorro              | LINEAR               |
| 298881                 | 2004 SS34              | 17 de setembre de 2004 | Kitt Peak            | Spacewatch           |
| 298882                 | 2004 SJ39              | 17 de setembre de 2004 | Socorro              | LINEAR               |
| 298883                 | 2004 SN39              | 17 de setembre de 2004 | Socorro              | LINEAR               |
| 298884                 | 2004 SC46              | 18 de setembre de 2004 | Socorro              | LINEAR               |
| 298885                 | 2004 SF46              | 18 de setembre de 2004 | Socorro              | LINEAR               |
| 298886                 | 2004 SU46              | 18 de setembre de 2004 | Socorro              | LINEAR               |
| 298887                 | 2004 SN48              | 18 de setembre de 2004 | Socorro              | LINEAR               |
| 298888                 | 2004 SD61              | 23 de setembre de 2004 | Goodricke-Pigott     | R. A. Tucker         |
| 298889                 | 2004 TB8               | 5 d'octubre de 2004    | Goodricke-Pigott     | R. A. Tucker         |
| 298890                 | 2004 TA14              | 5 d'octubre de 2004    | Goodricke-Pigott     | R. A. Tucker         |
| 298891                 | 2004 TP18              | 13 d'octubre de 2004   | Goodricke-Pigott     | R. A. Tucker         |
| 298892                 | 2004 TX19              | 7 d'octubre de 2004    | Kitt Peak            | Spacewatch           |
| 298893                 | 2004 TR31              | 4 d'octubre de 2004    | Kitt Peak            | Spacewatch           |
| 298894                 | 2004 TZ34              | 4 d'octubre de 2004    | Anderson Mesa        | LONEOS               |
| 298895                 | 2004 TD43              | 4 d'octubre de 2004    | Kitt Peak            | Spacewatch           |
| 298896                 | 2004 TL45              | 4 d'octubre de 2004    | Kitt Peak            | Spacewatch           |
| 298897                 | 2004 TX46              | 4 d'octubre de 2004    | Kitt Peak            | Spacewatch           |
| 298898                 | 2004 TR48              | 4 d'octubre de 2004    | Kitt Peak            | Spacewatch           |
| 298899                 | 2004 TR50              | 4 d'octubre de 2004    | Kitt Peak            | Spacewatch           |
| 298900                 | 2004 TR56              | 5 d'octubre de 2004    | Kitt Peak            | Spacewatch           |

## 298901-299000
| Nom    | Designació provisional | Data de descobriment   | Lloc de descobriment | Descobridor/s        |
| ------ | ---------------------- | ---------------------- | -------------------- | -------------------- |
| 298901 | 2004 TU57              | 5 d'octubre de 2004    | Kitt Peak            | Spacewatch           |
| 298902 | 2004 TU63              | 5 d'octubre de 2004    | Kitt Peak            | Spacewatch           |
| 298903 | 2004 TV66              | 5 d'octubre de 2004    | Anderson Mesa        | LONEOS               |
| 298904 | 2004 TZ67              | 5 d'octubre de 2004    | Anderson Mesa        | LONEOS               |
| 298905 | 2004 TL71              | 6 d'octubre de 2004    | Kitt Peak            | Spacewatch           |
| 298906 | 2004 TB73              | 6 d'octubre de 2004    | Kitt Peak            | Spacewatch           |
| 298907 | 2004 TT75              | 6 d'octubre de 2004    | Palomar              | NEAT                 |
| 298908 | 2004 TR79              | 4 d'octubre de 2004    | Kitt Peak            | Spacewatch           |
| 298909 | 2004 TF83              | 5 d'octubre de 2004    | Kitt Peak            | Spacewatch           |
| 298910 | 2004 TN84              | 4 d'abril de 2003      | Kitt Peak            | Spacewatch           |
| 298911 | 2004 TU89              | 5 d'octubre de 2004    | Anderson Mesa        | LONEOS               |
| 298912 | 2004 TF99              | 5 d'octubre de 2004    | Kitt Peak            | Spacewatch           |
| 298913 | 2004 TJ101             | 6 d'octubre de 2004    | Kitt Peak            | Spacewatch           |
| 298914 | 2004 TU102             | 6 d'octubre de 2004    | Palomar              | NEAT                 |
| 298915 | 2004 TD103             | 6 d'octubre de 2004    | Palomar              | NEAT                 |
| 298916 | 2004 TT103             | 7 d'octubre de 2004    | Anderson Mesa        | LONEOS               |
| 298917 | 2004 TO107             | 7 d'octubre de 2004    | Kitt Peak            | Spacewatch           |
| 298918 | 2004 TB114             | 7 d'octubre de 2004    | Palomar              | NEAT                 |
| 298919 | 2004 TB116             | 3 d'octubre de 2004    | Palomar              | NEAT                 |
| 298920 | 2004 TS117             | 5 d'octubre de 2004    | Anderson Mesa        | LONEOS               |
| 298921 | 2004 TM126             | 7 d'octubre de 2004    | Socorro              | LINEAR               |
| 298922 | 2004 TR126             | 7 d'octubre de 2004    | Socorro              | LINEAR               |
| 298923 | 2004 TK136             | 8 d'octubre de 2004    | Anderson Mesa        | LONEOS               |
| 298924 | 2004 TG148             | 6 d'octubre de 2004    | Kitt Peak            | Spacewatch           |
| 298925 | 2004 TD151             | 6 d'octubre de 2004    | Kitt Peak            | Spacewatch           |
| 298926 | 2004 TH151             | 6 d'octubre de 2004    | Kitt Peak            | Spacewatch           |
| 298927 | 2004 TJ158             | 6 d'octubre de 2004    | Kitt Peak            | Spacewatch           |
| 298928 | 2004 TK158             | 6 d'octubre de 2004    | Kitt Peak            | Spacewatch           |
| 298929 | 2004 TQ160             | 6 d'octubre de 2004    | Kitt Peak            | Spacewatch           |
| 298930 | 2004 TK162             | 6 d'octubre de 2004    | Kitt Peak            | Spacewatch           |
| 298931 | 2004 TK168             | 7 d'octubre de 2004    | Socorro              | LINEAR               |
| 298932 | 2004 TG176             | 9 d'octubre de 2004    | Socorro              | LINEAR               |
| 298933 | 2004 TR188             | 7 d'octubre de 2004    | Kitt Peak            | Spacewatch           |
| 298934 | 2004 TZ190             | 7 d'octubre de 2004    | Kitt Peak            | Spacewatch           |
| 298935 | 2004 TW205             | 7 d'octubre de 2004    | Kitt Peak            | Spacewatch           |
| 298936 | 2004 TU215             | 10 d'octubre de 2004   | Kitt Peak            | Spacewatch           |
| 298937 | 2004 TU231             | 8 d'octubre de 2004    | Kitt Peak            | Spacewatch           |
| 298938 | 2004 TO234             | 8 d'octubre de 2004    | Kitt Peak            | Spacewatch           |
| 298939 | 2004 TU235             | 8 d'octubre de 2004    | Kitt Peak            | Spacewatch           |
| 298940 | 2004 TQ237             | 9 d'octubre de 2004    | Socorro              | LINEAR               |
| 298941 | 2004 TW240             | 10 d'octubre de 2004   | Socorro              | LINEAR               |
| 298942 | 2004 TY253             | 9 d'octubre de 2004    | Kitt Peak            | Spacewatch           |
| 298943 | 2004 TJ274             | 9 d'octubre de 2004    | Kitt Peak            | Spacewatch           |
| 298944 | 2004 TL275             | 9 d'octubre de 2004    | Kitt Peak            | Spacewatch           |
| 298945 | 2004 TY286             | 9 d'octubre de 2004    | Socorro              | LINEAR               |
| 298946 | 2004 TZ293             | 10 d'octubre de 2004   | Kitt Peak            | Spacewatch           |
| 298947 | 2004 TD295             | 10 d'octubre de 2004   | Kitt Peak            | Spacewatch           |
| 298948 | 2004 TN295             | 10 d'octubre de 2004   | Kitt Peak            | Spacewatch           |
| 298949 | 2004 TL307             | 10 d'octubre de 2004   | Socorro              | LINEAR               |
| 298950 | 2004 TM314             | 11 d'octubre de 2004   | Kitt Peak            | Spacewatch           |
| 298951 | 2004 TF316             | 11 d'octubre de 2004   | Kitt Peak            | Spacewatch           |
| 298952 | 2004 TN319             | 11 d'octubre de 2004   | Kitt Peak            | Spacewatch           |
| 298953 | 2004 TG328             | 4 d'octubre de 2004    | Palomar              | NEAT                 |
| 298954 | 2004 TL335             | 10 d'octubre de 2004   | Kitt Peak            | Spacewatch           |
| 298955 | 2004 TN349             | 8 d'octubre de 2004    | Kitt Peak            | Spacewatch           |
| 298956 | 2004 TX353             | 11 d'octubre de 2004   | Kitt Peak            | M. W. Buie           |
| 298957 | 2004 TW355             | 7 d'octubre de 2004    | Socorro              | LINEAR               |
| 298958 | 2004 TN367             | 13 d'octubre de 2004   | Kitt Peak            | Spacewatch           |
| 298959 | 2004 UV6               | 20 d'octubre de 2004   | Socorro              | LINEAR               |
| 298960 | 2004 VH3               | 3 de novembre de 2004  | Kitt Peak            | Spacewatch           |
| 298961 | 2004 VY6               | 3 de novembre de 2004  | Kitt Peak            | Spacewatch           |
| 298962 | 2004 VV14              | 4 de novembre de 2004  | Catalina             | CSS                  |
| 298963 | 2004 VM15              | 5 de novembre de 2004  | Modra                | A. Galad             |
| 298964 | 2004 VK16              | 4 de novembre de 2004  | Catalina             | CSS                  |
| 298965 | 2004 VL17              | 3 de novembre de 2004  | Kitt Peak            | Spacewatch           |
| 298966 | 2004 VN17              | 3 de novembre de 2004  | Kitt Peak            | Spacewatch           |
| 298967 | 2004 VA19              | 4 de novembre de 2004  | Kitt Peak            | Spacewatch           |
| 298968 | 2004 VS27              | 5 de novembre de 2004  | Palomar              | NEAT                 |
| 298969 | 2004 VL28              | 7 de novembre de 2004  | Socorro              | LINEAR               |
| 298970 | 2004 VN40              | 4 de novembre de 2004  | Kitt Peak            | Spacewatch           |
| 298971 | 2004 VB42              | 4 de novembre de 2004  | Kitt Peak            | Spacewatch           |
| 298972 | 2004 VS69              | 4 de novembre de 2004  | Kitt Peak            | Spacewatch           |
| 298973 | 2004 VN72              | 5 de novembre de 2004  | Palomar              | NEAT                 |
| 298974 | 2004 VV73              | 11 de novembre de 2004 | Anderson Mesa        | LONEOS               |
| 298975 | 2004 VU81              | 4 de novembre de 2004  | Catalina             | CSS                  |
| 298976 | 2004 VB90              | 11 de novembre de 2004 | Kitt Peak            | Spacewatch           |
| 298977 | 2004 VF112             | 4 de novembre de 2004  | Catalina             | CSS                  |
| 298978 | 2004 WM                | 17 de novembre de 2004 | Siding Spring        | Siding Spring Survey |
| 298979 | 2004 WL1               | 17 de novembre de 2004 | Campo Imperatore     | CINEOS               |
| 298980 | 2004 WD5               | 18 de novembre de 2004 | Socorro              | LINEAR               |
| 298981 | 2004 WW10              | 20 de novembre de 2004 | Kitt Peak            | Spacewatch           |
| 298982 | 2004 WA11              | 20 de novembre de 2004 | Kitt Peak            | Spacewatch           |
| 298983 | 2004 WM11              | 30 de novembre de 2004 | Anderson Mesa        | LONEOS               |
| 298984 | 2004 XM6               | 7 de desembre de 2004  | Socorro              | LINEAR               |
| 298985 | 2004 XZ8               | 2 de desembre de 2004  | Catalina             | CSS                  |
| 298986 | 2004 XD13              | 8 de desembre de 2004  | Socorro              | LINEAR               |
| 298987 | 2004 XB19              | 8 de desembre de 2004  | Socorro              | LINEAR               |
| 298988 | 2004 XX19              | 8 de desembre de 2004  | Socorro              | LINEAR               |
| 298989 | 2004 XZ19              | 8 de desembre de 2004  | Socorro              | LINEAR               |
| 298990 | 2004 XY23              | 9 de desembre de 2004  | Socorro              | LINEAR               |
| 298991 | 2004 XN24              | 9 de desembre de 2004  | Catalina             | CSS                  |
| 298992 | 2004 XJ26              | 9 de desembre de 2004  | Kitt Peak            | Spacewatch           |
| 298993 | 2004 XO27              | 10 de desembre de 2004 | Socorro              | LINEAR               |
| 298994 | 2004 XE28              | 10 de desembre de 2004 | Socorro              | LINEAR               |
| 298995 | 2004 XH28              | 10 de desembre de 2004 | Kitt Peak            | Spacewatch           |
| 298996 | 2004 XC29              | 10 de desembre de 2004 | Kitt Peak            | Spacewatch           |
| 298997 | 2004 XD32              | 10 de desembre de 2004 | Socorro              | LINEAR               |
| 298998 | 2004 XG53              | 10 de desembre de 2004 | Kitt Peak            | Spacewatch           |
| 298999 | 2004 XE64              | 2 de desembre de 2004  | Kitt Peak            | Spacewatch           |
| 299000 | 2004 XF79              | 10 de desembre de 2004 | Socorro              | LINEAR               |